# Liste von neuzeitlich ausgestorbenen Amphibien
Von den 8882 bekannten Amphibienarten (Stand: 2. April 2025) listet die Rote Liste gefährdeter Arten 2025 der International Union for Conservation of Nature and Natural Resources (IUCN) folgende Gefährdungsstufen auf:
Man kann dieser Liste entnehmen, dass mindestens 37 Amphibienarten ausgestorben sind. Darüber hinaus gilt eine unbekannte Anzahl von Amphibientaxa als verschollen oder vermutlich ausgestorben, weil mindestens 873 Arten noch keinen Eintrag in der IUCN-Liste gefunden haben. Auch von den 798 vom Aussterben bedrohten Amphibienarten gelten laut der IUCN schon 184 Arten als wahrscheinlich ausgestorben, somit ist die Anzahl der ausgestorbenen Amphibienarten viel (?) höher als die angegebenen 37 Arten. Entweder sind sie seit Jahrzehnten nicht mehr nachgewiesen worden, oder ihr Lebensraum ist so stark zerstört, dass ein weiteres Überleben unwahrscheinlich erscheint. Das richtige Aussterbejahr ist meistens nicht bekannt, in der Literatur werden deswegen auch unterschiedliche Angaben gemacht, die sich durchaus um Jahrzehnte unterscheiden können. Es wird in dieser Liste in der Regel das bei der IUCN angegebene Aussterbejahr angegeben.
| \| Gefährdungsstufe \| Anzahl der Amphibien \| \| --------------------------------------------------- \| -------------------- \| \| (Data Deficient – ungenügende Datengrundlage) \| 0908 \| \| (Least Concern – nicht gefährdet) \| 3737 \| \| (Near Threatened – potenziell gefährdet) \| 0452 \| \| (Vulnerable – gefährdet) \| 0809 \| \| (Endangered – stark gefährdet) \| 1266 \| \| (Critically Endangered – vom Aussterben bedroht) \| 0798 \| \| (Extinct In The Wild – in der Wildnis ausgestorben) \| 002 \| \| (Extinct – ausgestorben) \| 037 \| \| Summe der beschriebenen Arten: \| 08009 \| \| somit (Not Evaluated – nicht beurteilt) \| 0873 \| \| Gesamtsumme: \| 8882 \| | Die zur Anzeige dieser Grafik verwendete Erweiterung wurde dauerhaft deaktiviert. Wir arbeiten aktuell daran, diese und weitere betroffene Grafiken auf ein neues Format umzustellen. (Mehr dazu)Kreisdiagramm der Verteilung der Gefährdungsstufen |
| Gefährdungsstufe | Anzahl der Amphibien |
| (Data Deficient – ungenügende Datengrundlage) | 0908 |
| (Least Concern – nicht gefährdet) | 3737 |
| (Near Threatened – potenziell gefährdet) | 0452 |
| (Vulnerable – gefährdet) | 0809 |
| (Endangered – stark gefährdet) | 1266 |
| (Critically Endangered – vom Aussterben bedroht) | 0798 |
| (Extinct In The Wild – in der Wildnis ausgestorben) | 002 |
| (Extinct – ausgestorben) | 037 |
| Summe der beschriebenen Arten: | 08009 |
| somit (Not Evaluated – nicht beurteilt) | 0873 |
| Gesamtsumme: | 8882 |

In dieser Liste werden diejenigen Amphibienarten und -unterarten aufgenommen, deren IUCN-Gefährdungsstatus  oder  (PE) lautet und somit offiziell ausgestorben oder möglicherweise ausgestorben (Possibly Extinct) sind. Weiters, weil die IUCN-Liste nicht vollständig ist, werden auch Amphibienarten aufgenommen, die nach anderen Quellen ausgestorben sind.
Oft werden auch Synonyme erwähnt, weil in diversen Quellen ein und dieselbe Art mit verschiedenen wissenschaftlichen Namen benannt wird, obwohl es sich um dieselbe Art handelt. Die IUCN ist mit dem Urteil „ausgestorben“ sehr vorsichtig, deswegen haben auch Amphibien, die seit über einem Jahrhundert nicht gesichtet wurden, zum Teil noch den Gefährdungsstatus Critically Endangered, weil doch noch eine Chance besteht, dass diese Arten wieder auftauchen könnten (wie zum Beispiel die Art Rhinella rostrata, die 1914 zuletzt gesichtet wurde). Auch Tiere mit dem Gefährdungsstatus Data Deficient sind zum Teil schon seit über hundert Jahren nicht mehr gesichtet worden (wie zum Beispiel die Art Limnonectes khasianus, die 1871 das erste und einzige Mal gesichtet wurde und von dem sogar das einzige gesammelte Exemplar verloren gegangen ist). Es gibt auch Amphibienarten, die in der IUCN nicht auftauchen, also den Status Not Evaluated besitzen, die schon seit mehr als einem Jahrhundert nicht mehr gesichtet wurden (wie zum Beispiel die Art Fejervarya assimilis, die im Jahr 1852 zuletzt gesichtet wurde). Die IUCN irrt sich aber auch manchmal, was den Gefährdungsstatus einzelner Arten anbelangt.
In dieser Liste wird von einem Worst-Case-Szenario ausgegangen: wenn eine Art mehrere Jahre nicht mehr gesichtet oder gehört wurde (und in einer der oben angegebenen Quellen auftaucht), wird angenommen, dass sie ausgestorben ist. Dies kann zwei Ursachen haben: entweder sind tatsächlich mehrere Wiederentdeckungs-Versuche gescheitert (dann kann davon ausgegangen werden, dass die Art tatsächlich ausgestorben ist), oder es wurde einfach nicht nach dieser Art gesucht (dann ist die Art zumindest verschollen).
Einer der Hauptgründe, warum ausgerechnet Amphibien in so großer Zahl aussterben bzw. nahe am Aussterben sind, ist die Pilzerkrankung Chytridiomykose. Ende 1998 wurde sie erstmals im Zusammenhang mit dem weltweiten Amphibiensterben (Global Amphibian Decline) diskutiert. Weitere Gründe für das massenhafte Aussterben von Amphibien sind die Zerstörung ihres Lebensraums, die Verschmutzung und/oder Trockenlegung von Gewässern und das (oft unabsichtliche) Einführen von invasiven Arten (meistens Ratten oder Katzen), die die endemischen, zum Teil durch obige Faktoren ohnehin schon selten gewordenen Amphibien endgültig verdrängen, vor allem wenn das ursprüngliche Verbreitungsgebiet nur wenige Quadratkilometer betragen hat. In diesem Fall kann schon das übermäßige Sammeln, sei es für den Verkauf als Haustier (wie zum Beispiel den in Panama endemischen Pfeilgiftfrosch Oophaga speciosa) oder für wissenschaftliche Zwecke (wie zum Beispiel den in Mexiko endemischen Laubfrosch Sarcohyla sabrina), eine Art zum Aussterben bringen.

## Liste der nach 1500 ausgestorbenen Amphibien
Die folgende Liste kann man nicht nur nach dem wissenschaftlichen Namen, dem (selten vorhandenen) deutschen Namen, der Familie und dem Gefährdungsstatus, sondern auch nach ihrer Verbreitung ordnen, wobei alphabetisch aufsteigend nach dem Staat, in dem die Art vorkommt, geordnet wird (dieser Staat wird in Klammern geschrieben). Auch nach dem Jahr der letzten Sichtung kann man diese Liste ordnen (leider ist nicht bei allen Arten das Jahr der letzten Sichtung bekannt bzw. eruierbar). In der Spalte mit dem wissenschaftlichen Namen sind auch die Wikidata-Links (die farbigen Balken) anklickbar.
| in der Tabelle vorkommende Tierordnungen            |
| --------------------------------------------------- |
| Ordnung Froschlurche (Anura)                        |
| Ordnung Schwanzlurche (Caudata)                     |
| Ordnung Schleichenlurche, Blindwühlen (Gymnophiona) |

| Wissenschaftlicher Name und Wikidata-Link | Deutscher Name                                                  | Familie                                                           | Verbreitung | Gefährdungs- status | zuletzt gesichtet | Links                                                  | Bild                                                                             |
| --- | --------------------------------------------------------------- | ----------------------------------------------------------------- | --- | ------------------- | --- | ------------------------------------------------------ | -------------------------------------------------------------------------------- |
| Ordnung Froschlurche (Anura) |                                                                 |                                                                   | |                     | |                                                        |                                                                                  |
| Afrixalus schneideri |                                                                 | Riedfrösche (Hyperoliidae)                                        | in der Nähe der Stadt Douala (Kamerun) |                     | möglicherweise der Art Afrixalus paradorsalis zugehörend, zuletzt 1889 gesichtet | [ 13 ] [ 4 ]                                           |                                                                                  |
| Allobates mcdiarmidi |                                                                 | Aromobatidae                                                      | Provinz Chapare (Departamento Cochabamba, Bolivien)                                                                                                   | (PE)                | wurde irgendwann zwischen 2001 und 2005 zuletzt gesichtet | [ 14 ]                                                 |                                                                                  |
| Allobates ranoides, Syn.: Colostethus ranoides |                                                                 | Aromobatidae                                                      | Villavicencio (Departamento del Meta, Kolumbien) | (PE)                | wurde im Jahr 2001 zuletzt gesichtet | [ 15 ]                                                 |                                                                                  |
| Allobates sanmartini, Syn.: Colostethus sanmartini |                                                                 | Aromobatidae                                                      | beim Zusammenfluss vom Río Caura und dem Orinoco (Bolívar, Venezuela)                                                                                 |                     | nur zwei weibliche Exemplare sind bekannt, welche beide im Jahr 1957 gesammelt wurden | [ 6 ] [ 16 ]                                           |                                                                                  |
| Alsodes monticola |                                                                 | Alsodidae                                                         | Inchy Island (Chonos-Archipel, Chile) |                     | Charles Darwin sammelte diese Art vor 1843, seither nie wieder gesichtet | [ 17 ]                                                 | Alsodes monticola                                                                |
| Altiphrynoides osgoodi |                                                                 | Kröten (Bufonidae)                                                | östlich vom Rift Valley (Äthiopien) | (PE)                | seit 1986 (oder 2003, je nach Quelle) konnte kein Exemplar mehr gesichtet werden | [ 6 ] [ 18 ]                                           |                                                                                  |
| Ameerega ingeri, Syn.: Epipedobates ingeri |                                                                 | Baumsteigerfrösche, Pfeilgiftfrösche, Farbfrösche (Dendrobatidae) | Departamento del Caquetá (Kolumbien) |                     | wurde im Jahr 1970 anhand von vier Exemplaren beschrieben, seither nicht mehr gesichtet | [ 6 ] [ 19 ] [ 20 ]                                    |                                                                                  |
| Andinobates abditus, Syn.: Dendrobates abditus, Ranitomeya abdita |                                                                 | Baumsteigerfrösche, Pfeilgiftfrösche, Farbfrösche (Dendrobatidae) | Vulkan Reventador (Ecuador) | (PE)                | wurde zuletzt im Jahr 2004 gesichtet | [ 6 ] [ 21 ]                                           |                                                                                  |
| Andinobates viridis |                                                                 | Baumsteigerfrösche, Pfeilgiftfrösche, Farbfrösche (Dendrobatidae) | vom Río Anchicayá in Valle del Cauca bis zum Río Saija im Departamento del Cauca (Cordillera Occidental, Kolumbien)                                   | (PE)                | wurde zuletzt im Jahr 2005 gesichtet | [ 22 ]                                                 |                                                                                  |
| Anomaloglossus tepequem |                                                                 | Aromobatidae                                                      | Serra do Tepequém (Roraima, Brasilien) | (PE)                | wurde im Jahr 1992 zuletzt gesichtet und gesammelt | [ 23 ]                                                 |                                                                                  |
| Ansonia siamensis |                                                                 | Kröten (Bufonidae)                                                | Khao Chong Mountains (Thailand) |                     | im Jahr 2006 konnte das letzte Exemplar gesichtet werden | [ 24 ] [ 4 ]                                           | Ansonia siamensis                                                                |
| Aplastodiscus flumineus |                                                                 | Laubfrösche (Hylidae)                                             | Nationalpark Serra dos Órgãos (Município de Teresópolis, Rio de Janeiro, Brasilien)                                                                   | (PE)                | wurde im Jahr 2003 zuletzt gesichtet | [ 6 ] [ 25 ]                                           |                                                                                  |
| Aromobates alboguttatus |                                                                 | Aromobatidae                                                      | Mérida (Bundesstaat Mérida, Venezuela) | (PE)                | wurde zuletzt im Jahr 1995 gesichtet | [ 26 ]                                                 |                                                                                  |
| Aromobates haydeeae, Syn.: Nephelobates haydeeae |                                                                 | Aromobatidae                                                      | Táchira (Venezuela) | (PE)                | wurde in den 1990er-Jahren zuletzt gesichtet | [ 27 ]                                                 |                                                                                  |
| Aromobates leopardalis, Syn.: Colostethus leopardalis |                                                                 | Aromobatidae                                                      | Sierra de Santo Domingo (Mérida, Venezuela) | (PE)                | wurde im Jahr 1995 zuletzt gesichtet | [ 28 ]                                                 |                                                                                  |
| Aromobates nocturnus |                                                                 | Aromobatidae                                                      | Trujillo (Venezuela) | (PE)                | konnte nur einmal im Jahr 1991 gesichtet werden | [ 6 ] [ 29 ]                                           |                                                                                  |
| Aromobates serranus, Syn.: Nephelobates serranus |                                                                 | Aromobatidae                                                      | Bezirk Libertador (Mérida, Venezuela) | (PE)                | wurde in den 1980er-Jahren zuletzt gesichtet | [ 30 ]                                                 |                                                                                  |
| Arthroleptides dutoiti, Syn.: Petropedetes dutoiti |                                                                 | Petropedetidae                                                    | Mount Elgon (Kenia, Uganda) | (PE)                | ein einziges Exemplar konnte 1934 gesammelt werden; gesichtet wurde das letzte im Jahr 1962 am Suam | [ 6 ] [ 31 ]                                           |                                                                                  |
| Arthroleptis kutogundua |                                                                 | Langfingerfrösche (Arthroleptidae)                                | Kratersee vom Berg Ngozi (Poroto Mountains, Tansania)                                                                                                 | (PE)                | konnte nur 1930 gesammelt werden, danach nie wieder gesichtet | [ 6 ] [ 32 ]                                           |                                                                                  |
| Von den 103 Atelopus-Arten (oder 104) (die Art Atelopus vermiculatus ist in ersterer Quelle nicht enthalten, wird in der IUCN-Liste als Unterart von Atelopus flavescens angesehen) sind 97 in der IUCN-Liste zu finden (die sechs Arten Atelopus calima, Atelopus colomai, Atelopus fronterizo, Atelopus harlequin, Atelopus histrionicus und Atelopus moropukaqumir fehlen in der IUCN-Liste). Sie stuft 66 in der höchsten Gefährdungskategorie critically endangered (davon 37 als possibly extinct und eine Art, Atelopus zeteki, als possibly extinct in the wild) und 11 in der Kategorie endangered ein. Drei Arten gelten als extinct, die vierte Art, Atelopus longirostris, wurde im Jahr 2016 wiederentdeckt. |                                                                 |                                                                   | |                     | |                                                        |                                                                                  |
| Atelopus angelito |                                                                 | Kröten (Bufonidae)                                                | Departamento del Cauca (Kolumbien) | (PE)                | wurde im Jahr 2000 das letzte Mal gesichtet | [ 6 ] [ 36 ]                                           |                                                                                  |
| Atelopus ardila |                                                                 | Kröten (Bufonidae)                                                | zwischen dem Vulkan Galeras und Departamento de Putumayo (Kolumbien)                                                                                  | (PE)                | seit 1989 konnten keine Exemplare mehr gesichtet werden | [ 6 ] [ 37 ]                                           |                                                                                  |
| Atelopus arthuri |                                                                 | Kröten (Bufonidae)                                                | Provinz Chimborazo, Bolívar (Ecuador) | (PE)                | wurde seit dem 1. Februar 1988 nicht mehr gesehen | [ 6 ] [ 38 ]                                           | Atelopus arthuri                                                                 |
| Atelopus boulengeri |                                                                 | Kröten (Bufonidae)                                                | Provinz Morona Santiago (Ecuador) | (PE)                | konnte seit 1984 nicht mehr gesichtet werden | [ 6 ] [ 39 ]                                           |                                                                                  |
| Atelopus carauta |                                                                 | Kröten (Bufonidae)                                                | Departamento de Antioquia (Kolumbien) |                     | wurde seit 1987 nicht mehr gesammelt | [ 6 ] [ 40 ] [ 4 ]                                     |                                                                                  |
| Atelopus carbonerensis |                                                                 | Kröten (Bufonidae)                                                | Mérida (Venezuela) | (PE)                | wurde 1998 das letzte Mal gesichtet | [ 6 ] [ 41 ]                                           | Atelopus carbonerensis                                                           |
| Atelopus chiriquiensis |                                                                 | Kröten (Bufonidae)                                                | (Costa Rica, Panama) |                     | wurde in Costa Rica das letzte Mal 1996 gesichtet, in Panama in den späten 1990ern | [ 6 ] [ 42 ]                                           | Atelopus chiriquiensis                                                           |
| Atelopus chirripoensis |                                                                 | Kröten (Bufonidae)                                                | nördlich vom Cerro Chirripó (Costa Rica) |                     | ein einziges Exemplar konnte im März 1980 gesammelt werden, seither nicht mehr gesichtet; allerdings wurde auch kaum nach dieser Art gesucht | [ 6 ] [ 43 ]                                           |                                                                                  |
| Atelopus chocoensis |                                                                 | Kröten (Bufonidae)                                                | Valle del Cauca, Departamento del Chocó (Kolumbien)                                                                                                   | (PE)                | weniger als 10 Exemplare bekannt; konnte seit 1998 nicht mehr beobachtet werden | [ 6 ] [ 44 ] [ 4 ]                                     |                                                                                  |
| Atelopus dimorphus |                                                                 | Kröten (Bufonidae)                                                | Huánuco (Peru) |                     | nur Museumsexemplare bekannt, zuletzt 1980 dokumentiert | [ 45 ] [ 4 ]                                           |                                                                                  |
| Atelopus ebenoides |                                                                 | Kröten (Bufonidae)                                                | Departamento del Cauca und Departamento del Huila (Kolumbien)                                                                                         | (PE)                | wurde im Jahr 2005 das letzte Mal gesichtet, aber nicht gesammelt | [ 46 ]                                                 |                                                                                  |
| Atelopus erythropus |                                                                 | Kröten (Bufonidae)                                                | Cordillera Carabaya (Region Puno und Cusco, Peru und evtl. auch in Bolivien)                                                                          | (PE)                | wurde im Jahr 2004 das letzte Mal gesichtet | [ 47 ]                                                 |                                                                                  |
| Atelopus eusebianus |                                                                 | Kröten (Bufonidae)                                                | Departamento del Cauca (Kolumbien) | (PE)                | wurde im Jahr 2005 das letzte Mal gesichtet | [ 48 ]                                                 |                                                                                  |
| Atelopus eusebiodiazi |                                                                 | Kröten (Bufonidae)                                                | in der Nähe von Ayabaca (Peru) | (PE)                | wurde im Oktober 1997 das letzte Mal gesichtet | [ 6 ] [ 49 ]                                           |                                                                                  |
| Atelopus famelicus |                                                                 | Kröten (Bufonidae)                                                | Departamento del Cauca, Valle del Cauca (Kolumbien)                                                                                                   |                     | nur wenige Exemplare wurden gesichtet, zuletzt 2005 | [ 6 ] [ 50 ]                                           |                                                                                  |
| Atelopus farci |                                                                 | Kröten (Bufonidae)                                                | Cundinamarca (Kolumbien) | (PE)                | seit 2003 nicht mehr gesichtet | [ 6 ] [ 51 ] [ 4 ]                                     |                                                                                  |
| Atelopus galactogaster |                                                                 | Kröten (Bufonidae)                                                | Departamento de Antioquia (Kolumbien) |                     | nur 10 Exemplare bekannt; konnte seit seiner Erstbeschreibung im Jahr 1993 nicht mehr gesichtet werden | [ 52 ] [ 4 ]                                           |                                                                                  |
| Atelopus gigas |                                                                 | Kröten (Bufonidae)                                                | Departamento de Nariño (Kolumbien) | (PE)                | seit der Entdeckung dieser Art im Jahr 1970 konnte sie nicht wieder gesichtet werden | [ 6 ] [ 53 ]                                           |                                                                                  |
| Atelopus guanujo |                                                                 | Kröten (Bufonidae)                                                | Cordillera Occidental (Ecuador) | (PE)                | konnte seit April 1988 nicht mehr gesichtet werden | [ 6 ] [ 54 ]                                           |                                                                                  |
| Atelopus halihelos |                                                                 | Kröten (Bufonidae)                                                | Cordillera Kutucú (Ecuador) | (PE)                | konnte seit 1989 nicht mehr gesichtet werden | [ 6 ] [ 55 ]                                           |                                                                                  |
| Atelopus longibrachius |                                                                 | Kröten (Bufonidae)                                                | El Tambo und Departamento del Chocó (Kolumbien) |                     | wurde zuletzt im Jahr 2002 gesichtet | [ 56 ] [ 4 ]                                           |                                                                                  |
| Atelopus lynchi |                                                                 | Kröten (Bufonidae)                                                | Provinz Carchi (Ecuador) | (PE)                | konnte seit 1984 nicht mehr gesichtet werden | [ 6 ] [ 57 ]                                           |                                                                                  |
| Atelopus mandingues |                                                                 | Kröten (Bufonidae)                                                | Cundinamarca (Kolumbien) |                     | im Jahr 1994 wurde ein einzelnes Pärchen entdeckt, danach nie wieder | [ 58 ] [ 4 ]                                           |                                                                                  |
| Atelopus minutulus |                                                                 | Kröten (Bufonidae)                                                | Villavicencio, Acacías (Departamento del Meta, Kolumbien)                                                                                             | (PE)                | konnte seit 1985 nicht mehr beobachtet werden | [ 6 ] [ 59 ] [ 4 ]                                     |                                                                                  |
| Atelopus monohernandezii |                                                                 | Kröten (Bufonidae)                                                | Departamento de Santander (Kolumbien) | (PE)                | wurde seit dem Jahr 1982 nicht mehr gesichtet, trotz intensiver Suche | [ 6 ] [ 60 ]                                           |                                                                                  |
| Atelopus muisca |                                                                 | Kröten (Bufonidae)                                                | Parque Nacional Natural Chingaza (Kolumbien) |                     | ein Weibchen konnte 2008 gesichtet werden, danach nicht mehr | [ 6 ] [ 61 ]                                           |                                                                                  |
| Atelopus nanay |                                                                 | Kröten (Bufonidae)                                                | Cordillera Occidental (Ecuador) |                     | seit Juli 1989 konnten kaum mehr Exemplare gesichtet werden; 2007 noch eines, sieben im Jahr 2008, das letzte 2014 | [ 6 ] [ 62 ]                                           | Atelopus nanay                                                                   |
| Atelopus nicefori |                                                                 | Kröten (Bufonidae)                                                | Departamento de Antioquia (Kolumbien) | (PE)                | wurde seit dem Jahr 1988 nicht mehr gesichtet, trotz intensiver Suche | [ 6 ] [ 63 ]                                           |                                                                                  |
| Atelopus onorei |                                                                 | Kröten (Bufonidae)                                                | Cordillera Occidental (Ecuador) | (PE)                | seit 1990 konnte kein Exemplar mehr gesichtet werden | [ 6 ] [ 64 ]                                           |                                                                                  |
| Atelopus orcesi |                                                                 | Kröten (Bufonidae)                                                | Provinz Sucumbíos (Ecuador) | (PE)                | konnte nur einmal im Jahr 1988 beobachtet und gesammelt werden, danach nicht mehr gesichtet | [ 6 ] [ 65 ]                                           |                                                                                  |
| Atelopus oxyrhynchus |                                                                 | Kröten (Bufonidae)                                                | Mérida (Venezuela) | (PE)                | letzte Sichtung 1994 | [ 6 ] [ 66 ]                                           |                                                                                  |
| Atelopus pachydermus |                                                                 | Kröten (Bufonidae)                                                | Norden Perus, Süden Ecuadors, Kolumbien | (PE)                | zwischen 1994 und 1995 das letzte Mal gesichtet im Nationalpark Cutervo (Peru) | [ 6 ] [ 67 ]                                           |                                                                                  |
| Atelopus pastuso |                                                                 | Kröten (Bufonidae)                                                | Departamento de Nariño (Kolumbien), Provinz Carchi, Imbabura (Ecuador)                                                                                | (PE)                | seit 1993 konnte kein Exemplar mehr gesichtet werden (zuletzt in Ecuador), in Kolumbien seit November 1982 nicht mehr | [ 6 ] [ 68 ]                                           |                                                                                  |
| Atelopus pedimarmoratus |                                                                 | Kröten (Bufonidae)                                                | Municipio de Gachalá (Departamento de Cundinamarca, Kolumbien)                                                                                        | (PE)                | wurde seit 1963 nicht mehr gesichtet | [ 69 ]                                                 |                                                                                  |
| Atelopus peruensis |                                                                 | Kröten (Bufonidae)                                                | Provinz Celendín, Cajamarca, Ancash, Piura (Peru) | (PE)                | wurde zuletzt im Jahr 1998 gesichtet | [ 6 ] [ 70 ]                                           |                                                                                  |
| Atelopus petersi |                                                                 | Kröten (Bufonidae)                                                | Provinz Napo, Chimborazo (Ecuador) | (PE)                | ein letztes (totes) Exemplar wurde am 8. November 1996 gefunden; Einwohner behaupten, einzelne Exemplare diese Art hie und da noch zu sichten | [ 6 ] [ 71 ]                                           | Atelopus petersi                                                                 |
| Atelopus petriruizi |                                                                 | Kröten (Bufonidae)                                                | Los Picachos National Natural Park (Departamento del Caquetá, Kolumbien)                                                                              | (PE)                | wurde im Jahr 1998 das letzte Mal gesichtet; nur vier Exemplare konnten gesammelt werden | [ 72 ]                                                 |                                                                                  |
| Atelopus pictiventris |                                                                 | Kröten (Bufonidae)                                                | Municipio Cali (Departamento del Cauca, Kolumbien) | (PE)                | nur wenige Exemplare sind bekannt, konnte seit dem Jahr 1996 nicht mehr gesichtet werden, trotz intensiver Suche | [ 6 ] [ 73 ]                                           |                                                                                  |
| Atelopus pinangoi |                                                                 | Kröten (Bufonidae)                                                | Mérida (Venezuela) | (PE)                | die vorletzte Sichtung war im Jahr 1997, die letzte im Dezember 2008 | [ 6 ] [ 74 ] [ 75 ]                                    |                                                                                  |
| Atelopus planispina |                                                                 | Kröten (Bufonidae)                                                | Provinz Napo (Ecuador) | (PE)                | seit Juli 1985 nicht mehr gesichtet | [ 6 ] [ 76 ]                                           |                                                                                  |
| Atelopus podocarpus |                                                                 | Kröten (Bufonidae)                                                | Provinz Loja, Zamora Chinchipe (Ecuador), Region Piura (Peru)                                                                                         | (PE)                | das letzte Exemplar wurde 1994 in Ecuador gesichtet und gesammelt; in Peru das letzte Mal 1980 gesichtet | [ 6 ] [ 77 ]                                           |                                                                                  |
| Atelopus quimbaya |                                                                 | Kröten (Bufonidae)                                                | an der Grenze von Departamento de Risaralda, Quindío, Caldas (Kolumbien)                                                                              | (PE)                | seit 1997 konnte diese Art nicht mehr gesichtet werden | [ 6 ] [ 78 ] [ 4 ]                                     |                                                                                  |
| Atelopus senex |                                                                 | Kröten (Bufonidae)                                                | Cordillera de Talamanca (Costa Rica) |                     | wurde seit 1986 nicht mehr gesichtet | [ 6 ] [ 79 ] [ 4 ]                                     |                                                                                  |
| Atelopus sernai |                                                                 | Kröten (Bufonidae)                                                | Departamento de Antioquia (Kolumbien) | (PE)                | letzte Sichtung 2001 | [ 6 ] [ 80 ]                                           |                                                                                  |
| Atelopus simulatus |                                                                 | Kröten (Bufonidae)                                                | Departamento del Cauca, Huila, Tolima (Kolumbien) | (PE)                | seit 1999 nur noch zwei Mal gesichtet worden (im Jahr 2001 und 2003) | [ 6 ] [ 81 ]                                           |                                                                                  |
| Atelopus sonsonensis |                                                                 | Kröten (Bufonidae)                                                | Sonsón (Antioquia, Kolumbien) | (PE)                | konnte seit ihrer Entdeckung im Jahr 1996 nicht mehr beobachtet werden; damals wurden 13 Exemplare gesammelt | [ 6 ] [ 82 ]                                           |                                                                                  |
| Atelopus sorianoi |                                                                 | Kröten (Bufonidae)                                                | Mérida (Venezuela) | (PE)                | wurde im Jahr 1990 zuletzt gesichtet | [ 6 ] [ 83 ]                                           |                                                                                  |
| Atelopus vogli |                                                                 | Kröten (Bufonidae)                                                | Aragua (Venezuela) |                     | wurde zuletzt am 26. Oktober 1957 gesammelt und gesichtet | [ 6 ] [ 84 ]                                           |                                                                                  |
| Atopophrynus syntomopus |                                                                 | Raubfrösche (Craugastoridae)                                      | Departamento de Antioquia (Kolumbien) |                     | nur drei Exemplare bekannt; seit der Erstbeschreibung im Jahr 1981 konnte die Art nicht mehr gesehen werden | [ 6 ] [ 85 ] [ 4 ]                                     |                                                                                  |
| Boana claresignata, Syn.: Bokermannohyla claresignata |                                                                 | Laubfrösche (Hylidae)                                             | Bundesstaaten Rio de Janeiro und São Paulo (Brasilien)                                                                                                | (PE)                | wurde im Jahr 1964 zuletzt gesichtet | [ 6 ] [ 86 ]                                           |                                                                                  |
| Boana clepsydra, Syn.: Bokermannohyla clepsydra |                                                                 | Laubfrösche (Hylidae)                                             | Nationalpark Serra da Bocaina (Bundesstaaten São Paulo und Rio de Janeiro, Brasilien)                                                                 | (PE)                | wurde im Jahr 1980 zuletzt gesichtet | [ 87 ]                                                 |                                                                                  |
| Boana cymbalum, Syn.: Hypsiboas cymbalum, Hyla cymbalum |                                                                 | Laubfrösche (Hylidae)                                             | São Paulo (Brasilien) |                     | wurde seit 1963 nicht mehr gesichtet; nur 6 Exemplare sind bekannt | [ 6 ] [ 88 ] [ 4 ]                                     |                                                                                  |
| Bokermannohyla langei |                                                                 | Laubfrösche (Hylidae)                                             | Paraná (Brasilien) |                     | nur drei Exemplare konnten im Jahr 1953 gesammelt werden; konnte seither nicht mehr gefunden werden | [ 89 ]                                                 |                                                                                  |
| Callixalus pictus |                                                                 | Riedfrösche (Hyperoliidae)                                        | Hochland von Itombwe und Kabobo (Demokratische Republik Kongo)                                                                                        |                     | letzte Sichtung 1950 | [ 6 ] [ 90 ] [ 4 ]                                     |                                                                                  |
| Centrolene geckoidea, Syn.: Centrolene geckoideum |                                                                 | Glasfrösche (Centrolenidae)                                       | (zuletzt nur noch in Kolumbien, vorher noch in Ecuador)                                                                                               | (PE)                | wurde im Jahr 1997 zuletzt gesichtet | [ 91 ]                                                 |                                                                                  |
| Centrolene pipilata, Syn.: Centrolene pipilatum |                                                                 | Glasfrösche (Centrolenidae)                                       | Provinz Napo und Provinz Sucumbíos (Ecuador) | (PE)                | wurde im Jahr 1977 zuletzt gesichtet | [ 92 ]                                                 |                                                                                  |
| Craugastor adamastus |                                                                 | Raubfrösche (Craugastoridae)                                      | Sierra de las Minas (Guatemala) | (PE)                | seit Mitte der 1980er-Jahre nicht mehr gesichtet; Mitte bis Ende der 1990er-Jahre wurde der Wald zerstört, in dem diese Art gelebt hat | [ 93 ]                                                 |                                                                                  |
| Craugastor anciano, Syn.: Eleutherodactylus anciano |                                                                 | Raubfrösche (Craugastoridae)                                      | Nationalpark Celaque (Honduras) |                     | wurde im Jahr 1990 zuletzt gesichtet | [ 6 ] [ 94 ]                                           |                                                                                  |
| Craugastor andi, Syn.: Eleutherodactylus andi |                                                                 | Raubfrösche (Craugastoridae)                                      | (Costa Rica) | (PE)                | seit 1990 nicht mehr gesichtet worden | [ 6 ] [ 95 ] [ 4 ]                                     |                                                                                  |
| Craugastor catalinae |                                                                 | Raubfrösche (Craugastoridae)                                      | Las Tablas Protected Zone (südwestliches Costa Rica und westliches Panama)                                                                            | (PE)                | seit dem Jahr 1990 nicht mehr gesichtet | [ 96 ]                                                 |                                                                                  |
| Craugastor chrysozetetes |                                                                 | Raubfrösche (Craugastoridae)                                      | Departamento Atlántida (Honduras) | (PE)                | wurde im Jahr 1989 zuletzt gesichtet | [ 6 ] [ 97 ]                                           |                                                                                  |
| Craugastor cruzi, Syn.: Eleutherodactylus cruzi |                                                                 | Raubfrösche (Craugastoridae)                                      | Cordillera Nombre de Dios (im Norden von Honduras) | (PE)                | nur zwei Exemplare konnten im Jahr 1980 gesammelt werden, danach nie wieder gesichtet; ein Erdrutsch zerstörte im Jahr 1988 den Bach, in dem die Exemplare gesammelt wurden | [ 6 ] [ 98 ]                                           |                                                                                  |
| Craugastor epochthidius |                                                                 | Raubfrösche (Craugastoridae)                                      | Departamento Olancho und Departamento Colón (Honduras)                                                                                                | (PE)                | wurde im Jahr 1999 zuletzt gesichtet | [ 99 ]                                                 |                                                                                  |
| Craugastor fecundus |                                                                 | Raubfrösche (Craugastoridae)                                      | Departamento Atlántida und Colón (Honduras) | (PE)                | wurde im Jahr 1989 zuletzt gesichtet | [ 6 ] [ 100 ]                                          |                                                                                  |
| Craugastor fleischmanni |                                                                 | Raubfrösche (Craugastoridae)                                      | zuletzt nur noch im Rio Ciruelas (Costa Rica) |                     | wurde zwischen 1987 und 2009 nicht mehr gesichtet; am 2. März 2010 wurde ein Exemplar gesichtet, danach nie wieder | [ 6 ] [ 101 ]                                          |                                                                                  |
| Craugastor gulosus |                                                                 | Raubfrösche (Craugastoridae)                                      | Cordillera de Talamanca (Costa Rica, Panama) |                     | in Costa Rica seit dem 19. Jahrhundert nicht mehr gesehen, in Panama zuletzt im Jahr 2006 gesichtet, der Bau des Fortuna-Kraftwerks hat zur Ausrottung beigetragen, allerdings hat seit damals niemand mehr nach dieser Art gesucht | [ 6 ] [ 102 ]                                          |                                                                                  |
| Craugastor merendonensis, Syn.: Eleutherodactylus merendonensis |                                                                 | Raubfrösche (Craugastoridae)                                      | westlich von San Pedro Sula (Departamento Cortés, Honduras)                                                                                           | (PE)                | wurde im Jahr 1968 zuletzt gesichtet | [ 6 ] [ 103 ]                                          |                                                                                  |
| Craugastor myllomyllon |                                                                 | Raubfrösche (Craugastoridae)                                      | Departamento Alta Verapaz (Guatemala) |                     | ein einziges Weibchen konnte im Jahr 1978 gesammelt werden; weitere Suchaktionen blieben erfolglos | [ 104 ]                                                |                                                                                  |
| Craugastor obesus |                                                                 | Raubfrösche (Craugastoridae)                                      | Südost-Costa Rica, Nordwest-Panama |                     | zuletzt 1984 in Costa Rica gesichtet; zuletzt in den 1980er-Jahren in Panama gesichtet | [ 6 ] [ 105 ]                                          |                                                                                  |
| Craugastor olanchano, Syn.: Eleutherodactylus olanchano |                                                                 | Raubfrösche (Craugastoridae)                                      | Departamento Olancho (Honduras) | (PE)                | wurde in den 1990er-Jahren zuletzt gesichtet | [ 6 ] [ 106 ]                                          |                                                                                  |
| Craugastor omoaensis, Syn.: Eleutherodactylus omoaensis |                                                                 | Raubfrösche (Craugastoridae)                                      | Sierra de Omoa, in der Nähe von San Pedro Sula (Departamento Cortés, Honduras)                                                                        |                     | wurde seit 1974 nicht mehr gesichtet, nur 24 Exemplare sind bekannt | [ 6 ] [ 107 ]                                          |                                                                                  |
| Craugastor phasma |                                                                 | Raubfrösche (Craugastoridae)                                      | Las Tablas Protected Zone (Provinz Puntarenas, Costa Rica)                                                                                            | (PE)                | ein einziges weibliches Exemplar konnte im Jahr 1992 gesammelt werden | [ 108 ]                                                |                                                                                  |
| Craugastor punctariolus |                                                                 | Raubfrösche (Craugastoridae)                                      | (Panama) | (PE)                | war recht häufig anzutreffen, bis die Art der Chytridiomykose zum Opfer gefallen ist; wurde im Jahr 2010 zuletzt gesichtet | [ 6 ] [ 109 ]                                          | Craugastor punctariolus                                                          |
| Craugastor rayo |                                                                 | Raubfrösche (Craugastoridae)                                      | im Südwesten von Costa Rica |                     | seit den 1980er-Jahren nicht mehr gesichtet, allerdings wurde zumindest seit 2010 nicht mehr danach gesucht | [ 6 ] [ 110 ]                                          |                                                                                  |
| Craugastor rhyacobatrachus |                                                                 | Raubfrösche (Craugastoridae)                                      | Cordillera de Talamanca bis zum Vulkan Barú (Costa Rica und Panama)                                                                                   | (PE)                | wurde in Panama im Jahr 1982 zuletzt gesichtet; in Costa Rica wurde die Art zuletzt im Jahr 1964 gesichtet | [ 111 ]                                                |                                                                                  |
| Craugastor saltuarius, Syn.: Eleutherodactylus saltuarius |                                                                 | Raubfrösche (Craugastoridae)                                      | Departamento Atlántida, Yoro (Honduras) | (PE)                | seit den frühen 1990er-Jahren konnten keine Exemplare mehr gesichtet werden; im Jahr 2013 wurden 6 Exemplare gesichtet, die aber der Art noch nicht eindeutig zugeordnet werden konnten | [ 6 ] [ 112 ]                                          |                                                                                  |
| Craugastor trachydermus, Syn.: Eleutherodactylus trachydermus |                                                                 | Raubfrösche (Craugastoridae)                                      | Departamento Izabal (Guatemala) | (PE)                | wurde im Jahr 1989 zuletzt gesichtet | [ 6 ] [ 113 ]                                          |                                                                                  |
| Crossodactylus boulengeri |                                                                 | Hylodidae                                                         | Paranapiacaba und Serra do Mar (São Paulo und Rio de Janeiro, Brasilien)                                                                              | (PE)                | wurde im Jahr 1970 zuletzt gesichtet | [ 114 ]                                                |                                                                                  |
| Crossodactylus dispar |                                                                 | Hylodidae                                                         | Serra da Mantiqueira und Serra do Mar (São Paulo, Rio de Janeiro und Minas Gerais, Brasilien)                                                         | (PE)                | wurde im Jahr 1977 zuletzt gesichtet | [ 115 ]                                                |                                                                                  |
| Crossodactylus franciscanus |                                                                 | Hylodidae                                                         | Minas Gerais (Brasilien) | (PE)                | wurde im Jahr 1981 zuletzt gesichtet | [ 116 ]                                                |                                                                                  |
| Crossodactylus grandis |                                                                 | Hylodidae                                                         | Nationalpark Itatiaia und Nationalpark Serra da Bocaina (Brasilien)                                                                                   | (PE)                | wurde im Jahr 1959 zuletzt gesichtet | [ 117 ] [ 4 ]                                          |                                                                                  |
| Cryptothylax minutus |                                                                 | Riedfrösche (Hyperoliidae)                                        | Tumbasee (Provinz Équateur, Demokratische Republik Kongo), evtl. Republik Kongo                                                                       |                     | nichts bekannt; letzte Sichtung 2014 oder früher | [ 118 ] [ 4 ]                                          |                                                                                  |
| Cycloramphus catarinensis |                                                                 | Cycloramphidae                                                    | Águas Mornas (Santa Catarina, Brasilien) | (PE)                | wurde zuletzt im Jahr 1979 gesammelt | [ 119 ]                                                |                                                                                  |
| Cycloramphus cedrensis |                                                                 | Cycloramphidae                                                    | Santa Catarina (Brasilien) | (PE)                | wurde zuletzt im Jahr 1979 gesammelt | [ 120 ]                                                |                                                                                  |
| Cycloramphus diringshofeni |                                                                 | Cycloramphidae                                                    | Serra do Mar (Santa Catarina, Brasilien) | (PE)                | wurde zuletzt im Jahr 1955 gesammelt; nur 12 Exemplare bekannt | [ 121 ] [ 4 ]                                          |                                                                                  |
| Cycloramphus granulosus |                                                                 | Cycloramphidae                                                    | Serra da Mantiqueira und Serra do Mar (São Paulo und Rio de Janeiro, Brasilien)                                                                       | (PE)                | wurde zuletzt im Jahr 1975 gesammelt | [ 122 ]                                                |                                                                                  |
| Cycloramphus ohausi |                                                                 | Cycloramphidae                                                    | Bundesstaat Rio de Janeiro (Brasilien) | (PE)                | konnte im Jahr 1978 zuletzt gesammelt werden | [ 6 ] [ 123 ]                                          |                                                                                  |
| Cycloramphus semipalmatus |                                                                 | Cycloramphidae                                                    | Serra do Mar (São Paulo, Brasilien) | (PE)                | wurde zuletzt im Jahr 1978 gesammelt | [ 124 ]                                                |                                                                                  |
| Cycloramphus stejnegeri |                                                                 | Cycloramphidae                                                    | Serra dos Órgãos (Rio de Janeiro, Brasilien) | (PE)                | wurde zuletzt im Jahr 1979 gesammelt | [ 125 ]                                                |                                                                                  |
| Cycloramphus valae |                                                                 | Cycloramphidae                                                    | Serra Geral (Rio Grande do Sul, Santa Catarina, Brasilien)                                                                                            | (PE)                | wurde zuletzt im Jahr 1982 gesichtet | [ 126 ] [ 4 ]                                          |                                                                                  |
| Dendropsophus battersbyi |                                                                 | Laubfrösche (Hylidae)                                             | Caracas (Venezuela) |                     | nur zwei Exemplare sind bekannt, welche in der ersten Hälfte des 19. Jahrhunderts gesammelt wurden | [ 6 ] [ 127 ]                                          |                                                                                  |
| Dryophytes bocourti, Syn.: Hyla bocourti |                                                                 | Laubfrösche (Hylidae)                                             | Alta Verapaz, Baja Verapaz (Guatemala) | (PE)                | wurde seit 1984 nicht mehr gesichtet | [ 6 ] [ 128 ]                                          |                                                                                  |
| Duttaphrynus silentvalleyensis |                                                                 | Kröten (Bufonidae)                                                | in der Nähe vom Silent-Valley-Nationalpark (Kerala, Indien)                                                                                           |                     | nur vom Holotyp bekannt, der vor 1981 gesammelt wurde; könnte ein Synonym von Duttaphrynus parietalis sein, dessen Gefährdungsstatus ist | [ 6 ] [ 129 ]                                          |                                                                                  |
| Duttaphrynus sumatranus |                                                                 | Kröten (Bufonidae)                                                | Sumatra (Indonesien) |                     | wurde im Jahr 1871 das erste Mal und im Jahr 2001 das zweite und letzte Mal gesichtet | [ 6 ] [ 130 ]                                          |                                                                                  |
| Duttaphrynus valhallae |                                                                 | Kröten (Bufonidae)                                                | Insel Weh nordwestlich von Sumatra (Indonesien) |                     | nur vom Holotyp bekannt, der vor 1909 gesammelt wurde | [ 6 ] [ 131 ]                                          | Duttaphrynus valhallae                                                           |
| Ecnomiohyla echinata, Syn.: Hyla echinata |                                                                 | Laubfrösche (Hylidae)                                             | Oaxaca (Mexiko) | (PE)                | seit 1962 nicht mehr gesichtet | [ 6 ] [ 132 ]                                          |                                                                                  |
| Ecnomiohyla rabborum | Rabbs Fransenzehen-Laubfrosch, Rabbs Fransenschenkel-Baumfrosch | Laubfrösche (Hylidae)                                             | Provinz Coclé, Panamá Oeste (Panama) | (PE)                | das letzte Exemplar in freier Natur konnte im Jahr 2008 gehört werden, in Gefangenschaft starb das letzte Tier am 26. September 2016 (Toughie, ein Endling) | [ 6 ] [ 133 ] [ 4 ]                                    | Ecnomiohyla rabborum · Toughie, das letzte Exemplar der Art Ecnomiohyla rabborum |
| Ectopoglossus atopoglossus, Syn.: Anomaloglossus atopoglossus |                                                                 | Baumsteigerfrösche, Pfeilgiftfrösche, Farbfrösche (Dendrobatidae) | Cordillera Occidental an der Grenze zwischen den beiden Provinzen Valle del Cauca und Chocó (Kolumbien)                                               | (PE)                | wurde in den 1990er-Jahren zuletzt gesichtet | [ 134 ]                                                |                                                                                  |
| Eleutherodactylus darlingtoni |                                                                 | Eleutherodactylidae                                               | Massif de la Selle (Haiti) | (PE)                | wurde Mitte der 1980er-Jahre zuletzt gesichtet | [ 135 ]                                                |                                                                                  |
| Eleutherodactylus eneidae |                                                                 | Eleutherodactylidae                                               | Puerto Rico (USA) | (PE)                | zuletzt im Jahr 1990 gesichtet | [ 6 ] [ 136 ]                                          |                                                                                  |
| Eleutherodactylus glanduliferoides |                                                                 | Eleutherodactylidae                                               | Massif de la Selle (Haiti) | (PE)                | wurde am 9. Juli 1985 zuletzt gesichtet | [ 137 ] [ 138 ]                                        |                                                                                  |
| Eleutherodactylus jasperi |                                                                 | Eleutherodactylidae                                               | Sierra de Cayey (Puerto Rico, USA) | (PE)                | wurde zuletzt im Jahr 1981 gesichtet | [ 6 ] [ 139 ] [ 4 ]                                    | Eleutherodactylus jasperi                                                        |
| Eleutherodactylus karlschmidti |                                                                 | Eleutherodactylidae                                               | Puerto Rico (USA) | (PE)                | wurde im Jahr 1976 zuletzt gesichtet | [ 6 ] [ 140 ]                                          |                                                                                  |
| Eleutherodactylus limbensis |                                                                 | Eleutherodactylidae                                               | Massif du Nord (Haiti) | (PE)                | bis in die 1970er-Jahre hinein war diese Art sehr häufig, wurde aber im Jahr 1978 zuletzt gesichtet; vermutlich ist die Pilzkrankheit Chytridiomykose und die landwirtschaftliche Entwicklung am Aussterben schuld | [ 141 ]                                                |                                                                                  |
| Eleutherodactylus lucioi |                                                                 | Eleutherodactylidae                                               | Département Nord-Ouest (Haiti) | (PE)                | das erste und letzte Mal gesichtet im Jahr 1979; seither scheiterte ein Versuch, die Art wiederzuentdecken | [ 142 ]                                                |                                                                                  |
| Eleutherodactylus orcutti |                                                                 | Eleutherodactylidae                                               | östliches Jamaika | (PE)                | wurde im Jahr 1985 zuletzt gesichtet; ein einziges nicht verifiziertes Exemplar wurde irgendwann zwischen 2010 und 2013 gesammelt | [ 6 ] [ 143 ]                                          |                                                                                  |
| Eleutherodactylus rucillensis |                                                                 | Eleutherodactylidae                                               | Parque Nacional Armando Bermúdez (Cordillera Central, Dominikanische Republik)                                                                        | (PE)                | bis in die 1970er-Jahre hinein war diese Art sehr häufig, wurde aber im Jahr 1986 zuletzt gesichtet; vermutlich ist die Pilzkrankheit Chytridiomykose am Aussterben schuld | [ 144 ]                                                |                                                                                  |
| Eleutherodactylus schmidti |                                                                 | Eleutherodactylidae                                               | Dominikanische Republik, Haiti | (PE)                | seit Mitte der 1980er-Jahre nicht mehr gesehen | [ 6 ] [ 145 ]                                          |                                                                                  |
| Fejervarya assimilis, Syn.: Rana assimilis |                                                                 | Dicroglossidae                                                    | Kalkutta (Indien) |                     | zuletzt im Jahr 1852 gesichtet | [ 6 ] [ 9 ] [ 146 ]                                    |                                                                                  |
| Fejervarya brama, Syn.: Rana brama |                                                                 | Dicroglossidae                                                    | Westbengalen (Indien) |                     | im Jahr 1834 zuletzt gesichtet | [ 6 ] [ 9 ] [ 146 ]                                    | Fejervarya brama                                                                 |
| Gastrotheca angustifrons |                                                                 | Hemiphractidae                                                    | Departamento del Cauca, Valle del Cauca und Departamento del Chocó (Kolumbien)                                                                        | (PE)                | wurde in den 1990er-Jahren zuletzt gesichtet | [ 6 ] [ 147 ]                                          |                                                                                  |
| Gastrotheca antomia |                                                                 | Hemiphractidae                                                    | Cordillera Occidental (Departamento de Antioquia und Valle del Cauca, Kolumbien)                                                                      | (PE)                | wurde im Jahr 1997 zuletzt gesichtet | [ 148 ]                                                |                                                                                  |
| Haddadus plicifer |                                                                 | Raubfrösche (Craugastoridae)                                      | Pernambuco (Brasilien) |                     | seit der ersten Sammlung vor dem Jahr 1888 nicht mehr gesichtet | [ 149 ]                                                |                                                                                  |
| Holoaden bradei |                                                                 | Raubfrösche (Craugastoridae)                                      | Itatiaia Mountains (Südost-Brasilien) | (PE)                | konnte zuletzt im Jahr 1976 gesammelt werden | [ 6 ] [ 150 ]                                          |                                                                                  |
| Hyla auraria |                                                                 | Laubfrösche (Hylidae)                                             | (Südamerika) |                     | nur der Holotyp ist bekannt, der vor 1874 gesammelt wurde; die Art kann noch nicht zugeordnet werden, es handelt sich um ein Nomen dubium | [ 6 ] [ 151 ]                                          |                                                                                  |
| Hyla nicefori, Syn.: Cryptobatrachus nicefori |                                                                 | Laubfrösche (Hylidae)                                             | Departamento de Casanare (Kolumbien) |                     | ein einziges Exemplar konnte in den 1940er-Jahren gesammelt werden, seither nicht mehr gesichtet | [ 6 ] [ 152 ]                                          |                                                                                  |
| Hylodes glaber |                                                                 | Hylodidae                                                         | Nationalpark Itatiaia (Rio de Janeiro und Minas Gerais, Brasilien)                                                                                    | (PE)                | wurde im Jahr 1978 zuletzt gesichtet | [ 153 ]                                                |                                                                                  |
| Hylodes mertensi |                                                                 | Hylodidae                                                         | Serra do Mar (São Paulo, Brasilien) | (PE)                | wurde vor 1956 zuletzt gesichtet | [ 154 ] [ 4 ]                                          |                                                                                  |
| Hylodes vanzolinii |                                                                 | Hylodidae                                                         | Nationalpark Caparaó (Minas Gerais, Brasilien) | (PE)                | wurde im Jahr 1980 zuletzt gesichtet | [ 155 ]                                                |                                                                                  |
| Hyloscirtus chlorosteus, Syn.: Hyla chlorostea |                                                                 | Laubfrösche (Hylidae)                                             | Departamento Cochabamba (Bolivien) | (PE)                | nur der Holotyp bekannt, der in den 1970er-Jahren gesammelt wurde; im Jahr 1999 wurden weitere Exemplare gesammelt, die aber noch nicht dieser Art zugeordnet werden konnten | [ 6 ] [ 156 ]                                          |                                                                                  |
| Hyloxalus abditaurantius |                                                                 | Baumsteigerfrösche, Pfeilgiftfrösche, Farbfrösche (Dendrobatidae) | Cordillera Occidental in der Provinz Risaralda und Cordillera Central in den Provinzen Antioquia und Quindío (Kolumbien)                              | (PE)                | wurde irgendwann zwischen 1997 und 2000 zuletzt gesichtet | [ 157 ]                                                |                                                                                  |
| Hyloxalus edwardsi, Syn.: Colostethus edwardsi |                                                                 | Baumsteigerfrösche, Pfeilgiftfrösche, Farbfrösche (Dendrobatidae) | Cundinamarca (Kolumbien) | (PE)                | zuletzt im Jahr 1996 gesichtet | [ 6 ] [ 158 ]                                          |                                                                                  |
| Hyloxalus exasperatus |                                                                 | Baumsteigerfrösche, Pfeilgiftfrösche, Farbfrösche (Dendrobatidae) | Provinz Morona Santiago (Ecuador) | (PE)                | wurde zuletzt im Jahr 1984 gesichtet | [ 159 ]                                                |                                                                                  |
| Hyloxalus fallax, Syn.: Colostethus fallax |                                                                 | Baumsteigerfrösche, Pfeilgiftfrösche, Farbfrösche (Dendrobatidae) | Provinzen Cotopaxi und Bolívar (Ecuador) | (PE)                | wurde zuletzt zwischen 1986 und 1988 gesichtet | [ 160 ]                                                |                                                                                  |
| Hyloxalus maquipucuna |                                                                 | Baumsteigerfrösche, Pfeilgiftfrösche, Farbfrösche (Dendrobatidae) | Provinz Pichincha (Ecuador) | (PE)                | konnte nur im Jahr 1984 gefunden werden, danach nie wieder | [ 161 ]                                                |                                                                                  |
| Hyloxalus marmoreoventris |                                                                 | Baumsteigerfrösche, Pfeilgiftfrösche, Farbfrösche (Dendrobatidae) | Provinz Tungurahua (Ecuador) | (PE)                | wurde seit der Entdeckung des Holotyps im Jahr 1962 nicht mehr gesichtet | [ 162 ]                                                |                                                                                  |
| Hyloxalus peculiaris |                                                                 | Baumsteigerfrösche, Pfeilgiftfrösche, Farbfrösche (Dendrobatidae) | Provinz Morona Santiago (Ecuador) | (PE)                | wurde seit dem Jahr 1962, in dem vier Exemplare gesammelt werden konnten, nicht mehr gesichtet | [ 163 ]                                                |                                                                                  |
| Hyloxalus pumilus, Syn.: Colostethus pumilus |                                                                 | Baumsteigerfrösche, Pfeilgiftfrösche, Farbfrösche (Dendrobatidae) | Provinz Azuay (Ecuador) | (PE)                | wurde zuletzt im Jahr 1962 gesichtet | [ 164 ]                                                |                                                                                  |
| Hyloxalus ruizi, Syn.: Colostethus ruizi |                                                                 | Baumsteigerfrösche, Pfeilgiftfrösche, Farbfrösche (Dendrobatidae) | Gemeinde Fusagasuga (Kolumbien) | (PE)                | wurde seit 1979 nicht mehr gesichtet; nur sechs Exemplare sind bekannt | [ 6 ] [ 165 ]                                          |                                                                                  |
| Hyperolius ruvuensis |                                                                 | Riedfrösche (Hyperoliidae)                                        | Ruvu South Forest Reserve (Tansania) |                     | wurde seit dem Jahr 2001 nicht mehr gesichtet | [ 6 ] [ 166 ] [ 167 ]                                  |                                                                                  |
| Incilius fastidiosus, Syn.: Bufo fastidiosus |                                                                 | Kröten (Bufonidae)                                                | Costa Rica, Panama | (PE)                | konnte seit dem Jahr 1990 nicht mehr in Costa Rica beobachtet werden und seit 1982 nicht mehr in Panama | [ 6 ] [ 168 ] [ 3 ]                                    |                                                                                  |
| Incilius majordomus |                                                                 | Kröten (Bufonidae)                                                | Cerro Bollo (zwischen der Provinz Bocas del Toro und der Provinz Chiriquí, Panama)                                                                    | (PE)                | wurde seit dem Jahr 1980 nicht mehr gesichtet; nur 11 Exemplare konnten gesammelt werden | [ 169 ]                                                |                                                                                  |
| Incilius periglenes, Syn.: Bufo periglenes | Goldkröte                                                       | Kröten (Bufonidae)                                                | Biologisches Reservat Monteverde (Costa Rica) |                     | im Jahr 1989 wurde ein Männchen gesichtet, danach nie wieder | [ 6 ] [ 170 ] [ 171 ]                                  | Incilius periglenes                                                              |
| Indirana longicrus, Syn.: Philautus longricrus |                                                                 | Ranixalidae                                                       | Karnataka (Westghats, Indien) |                     | es ist nur der im Jahr 1937 gefundene Holotyp bekannt, der aber mittlerweile verloren wurde | [ 6 ] [ 172 ] [ 4 ] [ 9 ]                              |                                                                                  |
| Indirana tenuilingua |                                                                 | Ranixalidae                                                       | Karnataka (Indien) |                     | es ist nur der im Jahr 1937 gefundene Holotyp bekannt, der aber mittlerweile verloren wurde; gilt als Nomen inquirenda; der IUCN-Eintrag wird nicht mehr anerkannt () | [ 6 ] [ 4 ] [ 9 ] [ 174 ]                              |                                                                                  |
| Ischnocnema epipeda |                                                                 | Sattelkröten (Brachycephalidae)                                   | Augusto Ruschi Biological Reserve (Espírito Santo, Brasilien)                                                                                         | (PE)                | wurde im Jahr 1978 zuletzt gesichtet | [ 175 ]                                                |                                                                                  |
| Isthmohyla calypsa, Syn.: Hyla calypsa |                                                                 | Laubfrösche (Hylidae)                                             | Costa Rica, Panama | (PE)                | wurde in Costa Rica im Jahr 2002 zuletzt gesichtet; auch in Panama ist die Art unauffindbar | [ 6 ] [ 176 ]                                          |                                                                                  |
| Isthmohyla xanthosticta |                                                                 | Laubfrösche (Hylidae)                                             | Südhang des Vulkans Barva (Provinz Heredia, Costa Rica)                                                                                               |                     | nur ein einziges weibliches Exemplar konnte um 1968 gesammelt werden | [ 177 ]                                                |                                                                                  |
| Laurentophryne parkeri |                                                                 | Kröten (Bufonidae)                                                | Kivu (Demokratische Republik Kongo) |                     | die einzige Art dieser Gattung wurde im Jahr 1950 zuletzt gesichtet | [ 178 ] [ 4 ]                                          |                                                                                  |
| Leiopelma markhami |                                                                 | Neuseeländische Urfrösche (Leiopelmatidae)                        | Honeycomb Hill Cave (Südinsel, Neuseeland) |                     | subfossile Knochen wurden in dieser Höhle gefunden | [ 6 ]                                                  | Subfossiler Knochen von Leiopelma markhami                                       |
| Leiopelma waitomoensis |                                                                 | Neuseeländische Urfrösche (Leiopelmatidae)                        | in einer Höhle im Waitomo District (Nordinsel, Neuseeland)                                                                                            |                     | innerhalb der letzten 1000 Jahre ausgestorben | [ 6 ]                                                  |                                                                                  |
| Leptodactylus hylodes |                                                                 | Pfeiffrösche (Leptodactylidae)                                    | Nossa Senhora do Socorro (Sergipe, Brasilien) |                     | seit den 1860er-Jahren nicht mehr gesichtet, nur zwei Exemplare bekannt | [ 6 ] [ 179 ]                                          |                                                                                  |
| Limnonectes ghoshi, Syn.: Rana ghoshi, Euphlyctis ghoshi |                                                                 | Dicroglossidae                                                    | Manipur (Indien) |                     | nur ein Holotyp bekannt, der 1975 gesammelt wurde | [ 6 ] [ 180 ] [ 4 ] [ 9 ]                              |                                                                                  |
| Lithobates pueblae, Syn.: Rana pueblae |                                                                 | Echte Frösche (Ranidae)                                           | Puebla (Mexiko) | (PE)                | wurde im Jahr 1948 das erste und einzige Mal gesammelt und gesichtet | [ 6 ] [ 181 ]                                          |                                                                                  |
| Lithobates tlaloci, Syn.: Rana tlaloci |                                                                 | Echte Frösche (Ranidae)                                           | Umgebung von Mexiko-Stadt (Mexiko) | (PE)                | wurde seit dem Jahr 1981 nicht mehr gesehen | [ 6 ] [ 182 ]                                          | Lithobates tlaloci                                                               |
| Litoria nyakalensis |                                                                 | Pelodryadidae                                                     | zwischen Cardwell und Thornton Peak (Queensland, Australien)                                                                                          |                     | im April 1990 wurden erwachsene Exemplare zuletzt gesichtet, Kaulquappen zuletzt im November 1990; starb höchstwahrscheinlich aufgrund der Pilzkrankheit Chytridiomykose aus | [ 6 ] [ 183 ]                                          |                                                                                  |
| Litoria piperata, Syn.: Ranoidea piperata |                                                                 | Pelodryadidae                                                     | im Norden von New South Wales (Australien) |                     | wurde seit 1973 nicht mehr gesichtet | [ 6 ] [ 184 ]                                          |                                                                                  |
| Mannophryne neblina |                                                                 | Aromobatidae                                                      | Nationalpark Henri Pittier (Venezuela) |                     | wurde 1951 entdeckt, seither nie mehr gesichtet; es könnte sein, dass die Art woanders überlebt hat | [ 6 ] [ 185 ]                                          |                                                                                  |
| Melanophryniscus peritus |                                                                 | Kröten (Bufonidae)                                                | Camanducaia (Minas Gerais, Brasilien) | (PE)                | ein einziges Exemplar konnte 1953 gesichtet und gesammelt werden | [ 6 ] [ 186 ]                                          |                                                                                  |
| Meristogenys macrophthalmus |                                                                 | Echte Frösche (Ranidae)                                           | Sarawak (Borneo, Malaysia) |                     | nur der im Jahr 1964 gefundene Holotyp ist bekannt | [ 187 ] [ 4 ]                                          |                                                                                  |
| Nannophryne cophotis, Syn.: Chaunus cophotis |                                                                 | Kröten (Bufonidae)                                                | Regionen Ancash, Cajamarca und La Libertad (Peru) | (PE)                | wurde seit dem Jahr 2005 nicht mehr gesichtet | [ 188 ]                                                |                                                                                  |
| Nannophrys guentheri |                                                                 | Dicroglossidae                                                    | (Sri Lanka) |                     | nur fünf männliche Museumsexemplare bekannt, seit 1882 nicht mehr gesichtet | [ 6 ] [ 189 ] [ 190 ]                                  | Nannophrys guentheri                                                             |
| Nectophrynoides poyntoni |                                                                 | Kröten (Bufonidae)                                                | Mkalazi Valley (Udzungwa-Mountains-Nationalpark, Tansania)                                                                                            | (PE)                | seit ihrer Erstbeschreibung 2003 nicht mehr gesichtet | [ 6 ] [ 191 ]                                          |                                                                                  |
| Nyctimystes obsoletus, Syn.: Nyctimystes obsoleta, Litoria obsoleta |                                                                 | Pelodryadidae                                                     | Huon-Halbinsel (Morobe Province, Papua-Neuguinea) |                     | wurde im Jahr 1900 oder vorher zuletzt gesichtet | [ 6 ] [ 192 ]                                          |                                                                                  |
| Nymphargus megacheirus |                                                                 | Glasfrösche (Centrolenidae)                                       | Provinz Napo (Ecuador) und Mocoa bzw. San Vicente del Caguán (Departamento de Putumayo bzw. Departamento del Caquetá, Cordillera Oriental, Kolumbien) | (PE)                | wurde zuletzt im Jahr 1996 in Kolumbien gesichtet; in Ecuador war die letzte Sichtung am 24. Februar 1979 | [ 193 ]                                                |                                                                                  |
| Nymphargus truebae |                                                                 | Glasfrösche (Centrolenidae)                                       | Region Cusco (Peru) | (PE)                | wurde zuletzt im Jahr 2005 gesichtet, trotz intensiver Suche | [ 6 ] [ 194 ]                                          |                                                                                  |
| Oophaga speciosa |                                                                 | Baumsteigerfrösche, Pfeilgiftfrösche, Farbfrösche (Dendrobatidae) | Cordillera Central (Panama) |                     | wurde im Jahr 1992 zuletzt gesichtet; die letzten Tiere wurden in die USA gebracht und dort als Haustiere verkauft | [ 195 ]                                                | Oophaga speciosa                                                                 |
| Paratelmatobius lutzii |                                                                 | Pfeiffrösche (Leptodactylidae)                                    | Itatiaia (Serra da Mantiqueira, Brasilien) | (PE)                | wurde seit 1979 nicht mehr gesichtet | [ 196 ] [ 4 ]                                          |                                                                                  |
| Parhoplophryne usambarica |                                                                 | Engmaulfrösche (Microhylidae)                                     | Usambara-Berge (Tansania) | (PE)                | nur ein Exemplar bekannt; seit ihrer Entdeckung in den 1920er-Jahren wurde die Art nicht mehr gesichtet | [ 6 ] [ 197 ]                                          |                                                                                  |
| Paruwrobates andinus, Syn.: Ameerega andina |                                                                 | Baumsteigerfrösche, Pfeilgiftfrösche, Farbfrösche (Dendrobatidae) | Departamento de Nariño (Kolumbien) | (PE)                | wurde seit den 1990er-Jahren nicht mehr gesichtet | [ 6 ] [ 198 ]                                          |                                                                                  |
| Peltophryne fluviatica, Syn.: Bufo fluviaticus |                                                                 | Kröten (Bufonidae)                                                | Cibao Valley im Nordwesten der Dominikanischen Republik                                                                                               | (PE)                | wurde seit der Erstbeschreibung im Jahr 1971 nicht mehr gesichtet | [ 6 ] [ 199 ]                                          |                                                                                  |
| Peltophryne ramsdeni |                                                                 | Kröten (Bufonidae)                                                | Provinz Guantánamo (Kuba) | (PE)                | wurde im Jahr 1976 zuletzt gesichtet | [ 200 ]                                                |                                                                                  |
| Philautus dubius, Syn.: Ixalus jerdonii, Raorchestes dubius |                                                                 | Ruderfrösche (Rhacophoridae)                                      | Westbengalen oder Meghalaya (Indien) |                     | wurde ein einziges Mal im Jahr 1872 gefunden | [ 6 ] [ 201 ] [ 4 ] [ 9 ]                              | Philautus dubius                                                                 |
| Philautus jacobsoni |                                                                 | Ruderfrösche (Rhacophoridae)                                      | Mount Ungaran (südlich von Semarang, Provinz Jawa Tengah, Java, Indonesien)                                                                           | (PE)                | nur ein Exemplar wurde vor 1912 gesammelt, seither nie wieder gesichtet | [ 6 ] [ 202 ]                                          |                                                                                  |
| Philautus kempii, Syn.: Megalophrys kempii, Raorchestes kempii |                                                                 | Ruderfrösche (Rhacophoridae)                                      | Arunachal Pradesh (Indien), Mêdog (Tibet, China) |                     | ein einziges Exemplar konnte bisher im Jahr 1912 gesichtet werden | [ 6 ] [ 203 ] [ 4 ] [ 9 ]                              | Philautus kempii                                                                 |
| Philautus microdiscus, Syn.: Rhacophorus microdiscus, Raorchestes microdiscus |                                                                 | Ruderfrösche (Rhacophoridae)                                      | Abor Hills (Arunachal Pradesh, Indien) |                     | seit der Erstbeschreibung im Jahr 1912 nicht mehr gesichtet | [ 6 ] [ 204 ] [ 4 ] [ 9 ]                              |                                                                                  |
| Phrynobatrachus manengoubensis |                                                                 | Phrynobatrachidae                                                 | Kratersee des Vulkans Manengouba (Kamerun) | (PE)                | wurde irgendwann vor 2009 nicht mehr gesichtet | [ 205 ]                                                |                                                                                  |
| Phrynobatrachus njiomock |                                                                 | Phrynobatrachidae                                                 | Kilum-Ijim Forest (Mount Oku, Kamerunlinie, Kamerun)                                                                                                  | (PE)                | wurde seit dem Jahr 2010 nicht mehr gesichtet | [ 6 ] [ 206 ]                                          | Rechts unten Phrynobatrachus njiomock                                            |
| Phrynomedusa fimbriata |                                                                 | Greiffrösche (Phyllomedusidae)                                    | Paranapiacaba (Brasilien) |                     | wurde in den 1950er-Jahren zuletzt gesichtet; nur 2 Exemplare bekannt | [ 6 ] [ 207 ]                                          |                                                                                  |
| Phrynomedusa marginata |                                                                 | Greiffrösche (Phyllomedusidae)                                    | Bundesstaat Espírito Santo (Brasilien) | (PE)                | wurde im Jahr 1988 zuletzt gesichtet | [ 208 ]                                                | Phrynomedusa marginata                                                           |
| Phrynomedusa vanzolinii |                                                                 | Greiffrösche (Phyllomedusidae)                                    | Boracéia Biological Station und Nationalpark Serra dos Órgãos (Bundesstaaten São Paulo und Rio de Janeiro, Brasilien)                                 | (PE)                | wurde im Jahr 1983 zuletzt gesichtet | [ 209 ]                                                |                                                                                  |
| Plectrohyla pycnochila |                                                                 | Laubfrösche (Hylidae)                                             | San Cristóbal de las Casas, (Chiapas, Mexiko) | (PE)                | wurde seit der Erstbeschreibung im Juli 1954 nicht mehr gesichtet | [ 210 ]                                                |                                                                                  |
| Plectrohyla teuchestes |                                                                 | Laubfrösche (Hylidae)                                             | Departamento Alta Verapaz, (Guatemala) |                     | im Jahr 2008 konnten noch drei Exemplare gesichtet werden, seither nicht mehr | [ 6 ] [ 211 ]                                          | Plectrohyla teuchestes                                                           |
| Pristimantis albericoi, Syn.: Eleutherodactylus albericoi |                                                                 | Strabomantidae                                                    | Departamento del Chocó (Kolumbien) | (PE)                | konnte nur ein einziges Mal im Jahr 1986 gesichtet und acht Exemplare gesammelt werden; die Art wurde nie wiederentdeckt | [ 6 ] [ 212 ]                                          |                                                                                  |
| Pristimantis anotis, Syn.: Eleutherodactylus anotis |                                                                 | Strabomantidae                                                    | Nationalpark Henri Pittier (Aragua, Venezuela) | (PE)                | wurde im Jahr 1974 zuletzt gesichtet | [ 213 ]                                                |                                                                                  |
| Pristimantis bernali, Syn.: Eleutherodactylus bernali |                                                                 | Strabomantidae                                                    | Departamento de Antioquia (Kolumbien) | (PE)                | insgesamt konnten 6 Exemplare gesammelt werden, zuletzt im Jahr 1981 | [ 6 ] [ 214 ]                                          |                                                                                  |
| Pristimantis hamiotae, Syn.: Eleutherodactylus hamiotae |                                                                 | Strabomantidae                                                    | Provinz Pichincha (Ecuador) | (PE)                | wurde im Jahr 1979 zuletzt gesichtet; nur fünf Exemplare konnten gesammelt werden | [ 215 ]                                                |                                                                                  |
| Pristimantis molybrignus, Syn.: Eleutherodactylus molybrignus |                                                                 | Strabomantidae                                                    | Cordillera Occidental (Departamento del Cauca, Valle del Cauca, Risaralda und Chocó, Kolumbien)                                                       | (PE)                | wurde im Jahr 1999 zuletzt gesichtet | [ 216 ]                                                |                                                                                  |
| Pristimantis phragmipleuron, Syn.: Eleutherodactylus phragmipleuron |                                                                 | Strabomantidae                                                    | Departamento de Antioquia (Kolumbien) | (PE)                | nur drei Exemplare bekannt, wurde zuletzt im Jahr 1983 gesichtet | [ 6 ] [ 217 ]                                          |                                                                                  |
| Prostherapis dunni |                                                                 | Aromobatidae                                                      | Umgebung von Caracas (Venezuela) | (PE)                | wurde im April 1977 zuletzt gesichtet; weniger als zehn Exemplare sind bekannt | [ 6 ] [ 218 ]                                          |                                                                                  |
| Pseudophilautus adspersus, Syn.: Philautus adspersus |                                                                 | Ruderfrösche (Rhacophoridae)                                      | Nuwara Eliya (Distrikt Nuwara Eliya, Zentralprovinz, Sri Lanka)                                                                                       |                     | zwei Exemplare konnten um das Jahr 1886 gesammelt werden, seither nie wieder gesichtet | [ 6 ] [ 219 ] [ 220 ]                                  | Pseudophilautus adspersus                                                        |
| Pseudophilautus dimbullae, Syn.: Philautus dimbullae |                                                                 | Ruderfrösche (Rhacophoridae)                                      | (Sri Lanka) |                     | nur ein Exemplar, der Holotyp, wurde im Jahr 1933 gesammelt, danach nie wieder gesichtet | [ 6 ] [ 221 ]                                          |                                                                                  |
| Pseudophilautus eximius, Syn.: Philautus eximius |                                                                 | Ruderfrösche (Rhacophoridae)                                      | (Sri Lanka) |                     | im Jahr 1933 konnte ein einziges Exemplar, der Holotyp, gesammelt werden, danach nie wieder gesichtet | [ 6 ] [ 222 ]                                          |                                                                                  |
| Pseudophilautus extirpo, Syn.: Philautus extirpo |                                                                 | Ruderfrösche (Rhacophoridae)                                      | (Sri Lanka) |                     | wurde 1882 gesammelt und danach nie wieder gesichtet | [ 6 ] [ 223 ]                                          |                                                                                  |
| Pseudophilautus halyi, Syn.: Philautus halyi |                                                                 | Ruderfrösche (Rhacophoridae)                                      | (Sri Lanka) |                     | ein einziges Exemplar, der Holotyp, konnte 1899 gesammelt werden, danach nie wieder gesichtet | [ 6 ] [ 224 ]                                          |                                                                                  |
| Pseudophilautus leucorhinus, Syn.: Philautus leucorhinus |                                                                 | Ruderfrösche (Rhacophoridae)                                      | (Sri Lanka) |                     | ein Exemplar konnte vor 1856 gesammelt werden, danach nie wieder gesichtet | [ 6 ] [ 225 ]                                          |                                                                                  |
| Pseudophilautus maia, Syn.: Philautus maia |                                                                 | Ruderfrösche (Rhacophoridae)                                      | (Sri Lanka) |                     | zwei Exemplare konnten 1876, eventuell sogar früher, gesammelt werden, seither nie wieder gesichtet | [ 6 ] [ 226 ] [ 227 ]                                  |                                                                                  |
| Pseudophilautus malcolmsmithi, Syn.: Philautus malcolmsmithi |                                                                 | Ruderfrösche (Rhacophoridae)                                      | (Sri Lanka) |                     | ein einziges Exemplar, der Holotyp, konnte vor 1927 gesammelt werden, danach nie wieder gesichtet | [ 6 ] [ 228 ]                                          |                                                                                  |
| Pseudophilautus nanus, Syn.: Philautus nanus |                                                                 | Ruderfrösche (Rhacophoridae)                                      | im Süden von Sri Lanka |                     | nur ein Exemplar, dem Lectotyp, konnte 1869 gesammelt werden, danach nie wieder gesichtet | [ 6 ] [ 229 ]                                          | Pseudophilautus nanus                                                            |
| Pseudophilautus nasutus, Syn.: Philautus nasutus |                                                                 | Ruderfrösche (Rhacophoridae)                                      | (Sri Lanka) |                     | nur ein Exemplar, der Holotyp, konnte im Jahr 1869 gesammelt werden; danach nie wieder gesichtet | [ 6 ] [ 230 ]                                          | Pseudophilautus nasutus                                                          |
| Pseudophilautus oxyrhynchus, Syn.: Philautus oxyrhynchus |                                                                 | Ruderfrösche (Rhacophoridae)                                      | (Sri Lanka) |                     | nur ein Exemplar, der Lectotyp, konnte 1872 gesammelt werden, danach nie wieder gesichtet | [ 6 ] [ 231 ]                                          | Pseudophilautus oxyrhynchus                                                      |
| Pseudophilautus pardus, Syn.: Philautus pardus |                                                                 | Ruderfrösche (Rhacophoridae)                                      | (Sri Lanka) |                     | der Holotyp wurde vor 1859 gesammelt, danach nie wieder gesichtet | [ 6 ] [ 232 ] [ 233 ]                                  |                                                                                  |
| Pseudophilautus rugatus, Syn.: Philautus rugatus |                                                                 | Ruderfrösche (Rhacophoridae)                                      | (Sri Lanka) |                     | nur ein einziges Exemplar, der Holotyp, konnte im Jahr 1927 gesammelt werden; danach wurde die Art nie wieder gesichtet | [ 6 ] [ 234 ]                                          |                                                                                  |
| Pseudophilautus temporalis, Syn.: Philautus temporalis |                                                                 | Ruderfrösche (Rhacophoridae)                                      | (Sri Lanka) |                     | der Lectotyp wurde 1864 gesammelt, danach nie wieder gesichtet | [ 6 ] [ 235 ]                                          | Pseudophilautus temporalis                                                       |
| Pseudophilautus variabilis, Syn.: Philautus variabilis |                                                                 | Ruderfrösche (Rhacophoridae)                                      | (Sri Lanka) |                     | der Lectotyp wurde im Jahr 1858 gesammelt, danach nie wieder gesichtet | [ 6 ] [ 236 ]                                          | Pseudophilautus variabilis                                                       |
| Pseudophilautus zal, Syn.: Philautus zal |                                                                 | Ruderfrösche (Rhacophoridae)                                      | (Sri Lanka) |                     | wurde vor 1947 das letzte Mal gesichtet; nur der Holotyp und zwei Paratypen sind bekannt | [ 6 ] [ 237 ]                                          |                                                                                  |
| Pseudophilautus zimmeri, Syn.: Philautus zimmeri |                                                                 | Ruderfrösche (Rhacophoridae)                                      | Galle (Südprovinz, Sri Lanka) |                     | der Holotyp wurde 1927 beschrieben, danach nie wieder gesichtet | [ 6 ] [ 238 ]                                          |                                                                                  |
| Ptychohyla dendrophasma, Syn.: Hyla dendrophasma |                                                                 | Laubfrösche (Hylidae)                                             | Departamento Huehuetenango (Guatemala) |                     | ein einziges Weibchen, der Holotyp, konnte im Jahr 1998 gesammelt werden | [ 239 ]                                                |                                                                                  |
| Rana chevronta |                                                                 | Echte Frösche (Ranidae)                                           | Berg Emei Shan (Sichuan, China) | (PE)                | wurde seit 1983 nicht mehr gesichtet worden trotz vieler Suchexpeditionen | [ 240 ]                                                |                                                                                  |
| Rana nebulosa |                                                                 | Echte Frösche (Ranidae)                                           | Hongkong (China) |                     | wurde seit den 1800er-Jahren nicht mehr gesichtet; gilt als Nomen dubium | [ 6 ] [ 241 ]                                          |                                                                                  |
| Raorchestes sahai, Syn.: Philautus sahai |                                                                 | Ruderfrösche (Rhacophoridae)                                      | Changlang (Distrikt) (Arunachal Pradesh, Indien) |                     | seit der Erstbeschreibung im Jahr 1988 nur noch am 6. Juli 2009 gesichtet worden, danach nicht mehr (1988 wurden zwei Exemplare gesammelt, 2009 ein weiteres) | [ 6 ] [ 242 ] [ 4 ] [ 9 ]                              |                                                                                  |
| Rhaebo caeruleostictus |                                                                 | Kröten (Bufonidae)                                                | von der Provinz Esmeraldas bis El Oro (Ecuador) | (PE)                | wurde im Jahr 1997 zuletzt gesichtet | [ 243 ]                                                | Rhaebo caeruleostictus                                                           |
| Rheobatrachus silus | Südlicher Magenbrüterfrosch, Magenbrütender Frosch              | Australische Südfrösche (Myobatrachidae)                          | Blackall Range, Conondale Range (Australien) |                     | seit 1981 in der Wildnis nicht mehr gesichtet; im Labor 1983 endgültig ausgestorben; es konnten aber lebende Embryos in Eizellen der entfernt verwandten Froschart Mixophyes fasciolatus erzeugt werden, die allerdings das Frühstadium nicht überlebt haben; von dieser Gattung gab es nur zwei Arten, die Pilzkrankheit Chytridiomykose könnte eine Erklärung für das Aussterben dieser Art sein | (siehe auch „Wiederbelebung“ ausgestorbener Tierarten) | Rheobatrachus silus                                                              |
| Rheobatrachus vitellinus | Nördlicher Magenbrüterfrosch, Nördlicher Magenbrütender Frosch  | Australische Südfrösche (Myobatrachidae)                          | Eungella-Nationalpark (Australien) |                     | im Januar 1984 entdeckt, häufig bis Januar 1985, seit Juni 1985 nicht mehr gesichtet; von dieser Gattung gab es nur zwei Arten, die Pilzkrankheit Chytridiomykose könnte eine Erklärung für das Aussterben dieser Art sein | [ 6 ] [ 246 ]                                          |                                                                                  |
| Rhinella amabilis |                                                                 | Kröten (Bufonidae)                                                | Provinz Loja (Ecuador) | (PE)                | wurde seit dem 10. Juni 1968 nicht mehr gesichtet, trotz intensiver Suche | [ 6 ] [ 247 ]                                          |                                                                                  |
| Rhinella chrysophora |                                                                 | Kröten (Bufonidae)                                                | Parque Nacional Pico Bonito und Texiguat (Cordillera Nombre de Dios, Honduras)                                                                        | (PE)                | konnte seit dem Jahr 1996 nicht mehr beobachtet werden | [ 248 ]                                                |                                                                                  |
| Rhinella rostrata, Syn.: Rhamphophryne rostrata |                                                                 | Kröten (Bufonidae)                                                | Departamento de Antioquia (Kolumbien) | (PE)                | konnte seit 1914 nicht mehr beobachtet werden | [ 6 ] [ 249 ]                                          |                                                                                  |
| Rhinoderma rufum |                                                                 | Nasenfrösche (Rhinodermatidae)                                    | Provinz Valparaíso, Bío-Bío (Chile) | (PE)                | wurde seit 1981 nicht mehr gesichtet; von dieser Gattung existiert nur noch eine einzige andere Art | [ 6 ] [ 250 ]                                          |                                                                                  |
| Sarcohyla calvicollina, Syn.: Plectrohyla calvicollina, Hyla calvicollina |                                                                 | Laubfrösche (Hylidae)                                             | Sierra de Juárez (Oaxaca, Mexiko) | (PE)                | wurde seit 1980 nicht mehr gesichtet | [ 6 ] [ 251 ] [ 4 ]                                    |                                                                                  |
| Sarcohyla charadricola |                                                                 | Laubfrösche (Hylidae)                                             | nordwestliches Puebla und nordöstliches Hidalgo (Mexiko)                                                                                              | (PE)                | wurde im Jahr 1961 zuletzt gesichtet | [ 252 ]                                                |                                                                                  |
| Sarcohyla cyanomma, Syn.: Plectrohyla cyanomma, Hyla cyanomma |                                                                 | Laubfrösche (Hylidae)                                             | Sierra de Juárez (Oaxaca, Mexiko) | (PE)                | wurde zuletzt im Jahr 1980 gesammelt und gesichtet | [ 6 ] [ 253 ] [ 4 ]                                    |                                                                                  |
| Sarcohyla siopela, Syn.: Plectrohyla siopela, Hyla siopela |                                                                 | Laubfrösche (Hylidae)                                             | Cofre de Perote und Sierra Madre Oriental (Veracruz und Oaxaca, Mexiko)                                                                               | (PE)                | konnte seit den 1970er-Jahren nicht mehr gesammelt werden | [ 6 ] [ 254 ] [ 4 ]                                    |                                                                                  |
| Sarcohyla pachyderma |                                                                 | Laubfrösche (Hylidae)                                             | in der Nähe von Teziutlán (Sierra Madre Oriental, Veracruz an der Grenze zu Puebla, Mexiko)                                                           | (PE)                | wurde im Jahr 1940 zuletzt gesichtet | [ 255 ]                                                |                                                                                  |
| Sarcohyla psarosema, Syn.: Plectrohyla psarosema |                                                                 | Laubfrösche (Hylidae)                                             | westlich von Totontepec (nördliches Oaxaca, Mexiko)                                                                                                   | (PE)                | wurde im Jahr 1978 zuletzt gesichtet; der Lebensraum wurde entwaldet und abgebrannt, der Bach voll mit räuberischen Forellen; wurde eventuell wiederentdeckt | [ 256 ] [ 257 ]                                        |                                                                                  |
| Sarcohyla sabrina |                                                                 | Laubfrösche (Hylidae)                                             | Sierra de Juárez (nördliches Oaxaca, Mexiko) | (PE)                | wurde in den 1970er-Jahren zuletzt gesichtet (mehr als 70 Exemplare wurden damals gesammelt); es wird angenommen, dass die Art wegen Übersammlung für wissenschaftliche Zwecke dezimiert worden ist | [ 258 ]                                                |                                                                                  |
| Sclerophrys danielae, Syn.: Amietophrynus danielae |                                                                 | Kröten (Bufonidae)                                                | im Südwesten der Elfenbeinküste |                     | möglicherweise seit 1977 nicht mehr gesichtet worden | [ 259 ] [ 4 ]                                          |                                                                                  |
| Scutiger maculatus |                                                                 | Asiatische Krötenfrösche (Megophryidae)                           | Kreis Garzê (Bezirk Garzê, Sichuan, Xizang, China) | (PE)                | insgesamt konnten nur drei Exemplare gesammelt werden, das letzte in den 1970er-Jahren | [ 6 ] [ 260 ]                                          |                                                                                  |
| Strabomantis cadenai, Syn.: Eleutherodactylus cadenai |                                                                 | Strabomantidae                                                    | Departamento de Antioquia (Kolumbien) | (PE)                | seit der Erstbeschreibung im Jahr 1982 nicht mehr gesichtet worden | [ 6 ] [ 261 ] [ 4 ]                                    |                                                                                  |
| Strabomantis helonotus, Syn.: Eleutherodactylus helonotus |                                                                 | Strabomantidae                                                    | Umgebung von Mindo (Provinz Pichincha, Kolumbien) | (PE)                | konnte nur ein einziges Mal im Jahr 1959 gesammelt werden, seitdem nicht mehr gesichtet | [ 262 ]                                                |                                                                                  |
| Strabomantis necerus, Syn.: Eleutherodactylus necerus |                                                                 | Strabomantidae                                                    | an den pazifischen Hängen der Anden von der Provinz Cotopaxi bis zur Provinz Carchi (Ecuador) und Valle del Cauca (Kolumbien)                         | (PE)                | wurde in Ecuador seit dem Jahr 1995 nicht mehr gesichtet, in Kolumbien seit 1984 nicht mehr | [ 6 ] [ 263 ]                                          |                                                                                  |
| Taudactylus acutirostris |                                                                 | Australische Südfrösche (Myobatrachidae)                          | Queensland (Australien) |                     | zuletzt konnte im Jahr 1997 ein trächtiges Weibchen in der Nähe vom Mount Hartley beobachtet werden; starb höchstwahrscheinlich aufgrund der Pilzkrankheit Chytridiomykose aus | [ 6 ] [ 264 ] [ 4 ]                                    |                                                                                  |
| Taudactylus diurnus |                                                                 | Australische Südfrösche (Myobatrachidae)                          | Gewässer im Bergwald des Mount Glorious (Moreton Bay Region, Queensland, Australien)                                                                  |                     | 1979 das letzte Mal im Conondale Range gesichtet, seitdem nie wieder; starb höchstwahrscheinlich aufgrund der Pilzkrankheit Chytridiomykose aus | [ 6 ] [ 265 ]                                          |                                                                                  |
| Taudactylus rheophilus |                                                                 | Australische Südfrösche (Myobatrachidae)                          | Norden von Queensland (Australien) | (PE)                | verschwand im Oktober 1991; im Dezember 2000 wurden wieder 3 bis 5 Exemplare gefunden, danach keine mehr | [ 6 ] [ 266 ]                                          |                                                                                  |
| Telmatobius bolivianus |                                                                 | Telmatobiidae                                                     | Río Unduavi (Departamento La Paz, Bolivien) | (PE)                | wurde im Jahr 2007 zuletzt gesichtet | [ 267 ]                                                |                                                                                  |
| Telmatobius cirrhacelis |                                                                 | Telmatobiidae                                                     | Provinz Loja und Zamora Chinchipe (Ecuador) | (PE)                | seit 1987 wurden keine Exemplare mehr gesichtet | [ 6 ] [ 268 ]                                          |                                                                                  |
| Telmatobius edaphonastes |                                                                 | Telmatobiidae                                                     | Cordillera Oriental (an der Grenze vom Departamento Cochabamba und dem Departamento Santa Cruz) bzw. im Nationalpark Carrasco (Bolivien)              | (PE)                | wurde im Jahr 1999 zuletzt gesichtet | [ 269 ]                                                |                                                                                  |
| Telmatobius espadai |                                                                 | Telmatobiidae                                                     | Departamento La Paz und Departamento Cochabamba (Bolivien)                                                                                            | (PE)                | die letzte Kaulquappe wurde 1998 gesichtet, diese hatte Symptome von Chytridiomykose | [ 6 ] [ 270 ]                                          |                                                                                  |
| Telmatobius laticeps |                                                                 | Telmatobiidae                                                     | Provinz Tucumán (Argentinien) | (PE)                | wurde zuletzt im Jahr 1992 gesammelt | [ 6 ] [ 271 ]                                          |                                                                                  |
| Telmatobius mendelsoni |                                                                 | Telmatobiidae                                                     | Region Cusco, Region Ayacucho (Peru) | (PE)                | wurde zuletzt im Juli 2007 gesichtet; danach trotz intensiver Suche nicht mehr | [ 6 ] [ 272 ]                                          |                                                                                  |
| Telmatobius niger |                                                                 | Telmatobiidae                                                     | Provinz Chimborazo, Bolívar, Cañar, Morona Santiago, Azuay, Tungurahua (Ecuador)                                                                      | (PE)                | wurde zuletzt im Dezember 1994 in der Provinz Chimborazo gesichtet | [ 6 ] [ 273 ]                                          |                                                                                  |
| Telmatobius pefauri |                                                                 | Telmatobiidae                                                     | Murmuntani (Región de Arica y Parinacota, Región de Tarapacá, Chile)                                                                                  | (PE)                | nur vom Holotyp bekannt, der im Jahr 1976 gesammelt wurde | [ 6 ] [ 274 ]                                          |                                                                                  |
| Telmatobius sibiricus |                                                                 | Telmatobiidae                                                     | nördlich von San Juan del Potrero (Departamento Cochabamba und Departamento Santa Cruz, Bolivien)                                                     | (PE)                | wurde im Jahr 2003 zuletzt gesichtet | [ 275 ]                                                |                                                                                  |
| Telmatobius vellardi |                                                                 | Telmatobiidae                                                     | in der Nähe vom Nationalpark Podocarpus (Provinz Loja und Zamora Chinchipe, Ecuador)                                                                  | (PE)                | wurde im Juli 1987 zuletzt gesichtet | [ 6 ] [ 276 ]                                          |                                                                                  |
| Thoropa lutzi |                                                                 | Cycloramphidae                                                    | Rio de Janeiro (Brasilien) | (PE)                | wurde im Jahr 1979 zuletzt gesichtet | [ 277 ]                                                |                                                                                  |
| Thoropa petropolitana |                                                                 | Cycloramphidae                                                    | Nationalpark Serra dos Órgãos (Rio de Janeiro, Brasilien)                                                                                             | (PE)                | wurde im Jahr 1982 zuletzt gesichtet | [ 278 ]                                                |                                                                                  |
| Uperodon minor, Syn.: Ramanella minor |                                                                 | Engmaulfrösche (Microhylidae)                                     | Hassan (Karnataka, Indien) |                     | ist nur vom mittlerweile verloren gegangenen Holotyp bekannt, der vor 1937 gefunden wurde | [ 6 ] [ 279 ] [ 4 ] [ 9 ]                              |                                                                                  |
| Uperoleia marmorata |                                                                 | Australische Südfrösche (Myobatrachidae)                          | Kimberley (Western Australia, Australien) |                     | wurde 1841 das erste und letzte Mal gesichtet; aufgrund ungenauer Ortsangaben konnte die Art nicht mehr wiederentdeckt werden | [ 280 ]                                                |                                                                                  |
| Werneria iboundji |                                                                 | Kröten (Bufonidae)                                                | Ostflanke des Mont Iboundji (Ogooué-Lolo, Gabun) |                     | nur zwei Exemplare sind bekannt; zuletzt um 2001 gesichtet | [ 281 ] [ 4 ]                                          |                                                                                  |
| Ordnung Schwanzlurche (Caudata) |                                                                 |                                                                   | |                     | |                                                        |                                                                                  |
| Aquiloeurycea praecellens, Syn.: Pseudoeurycea praecellens |                                                                 | Lungenlose Salamander (Plethodontidae)                            | Hacienda El Potrero (Nähe Córdoba, Veracruz, Mexiko)                                                                                                  | (PE)                | nur ein Exemplar, der Holotyp, ist bekannt und konnte am 24. Dezember 1940 gesammelt werden | [ 8 ] [ 282 ]                                          |                                                                                  |
| Batrachoseps sp. nov. 'Breckenridge' |                                                                 | Lungenlose Salamander (Plethodontidae)                            | Kalifornien (USA) |                     | nur vier Exemplare konnten von dieser unbeschriebenen Art am 18. September 1983 gesichtet werden (englischer Name: Breckenridge Mountain Slender Salamander) | [ 8 ] [ 283 ]                                          |                                                                                  |
| Bolitoglossa nussbaumi |                                                                 | Lungenlose Salamander (Plethodontidae)                            | Sierra de los Cuchumatanes (Departamento Huehuetenango, Guatemala)                                                                                    | (PE)                | wurde im Jahr 1998 das letzte Mal gesichtet; nur vier Exemplare konnten gesammelt werden | [ 284 ]                                                |                                                                                  |
| Chiropterotriton casasi |                                                                 | Lungenlose Salamander (Plethodontidae)                            | südwestlich von Tlapacoyan (Bundesstaat Veracruz, Mexiko)                                                                                             | (PE)                | es konnten nur sechs Exemplare im Jahr 1969 gesammelt werden | [ 285 ]                                                |                                                                                  |
| Cynops wolterstorffi, Syn.: Hypselotriton wolterstorffi | Wolterstorff-Molch                                              | Echte Salamander, Echte Salamander und Molche (Salamandridae)     | Kunming-See (Yunnan, China) |                     | es konnten seit 1979 keine Tiere mehr gefunden werden | [ 8 ] [ 286 ] [ 287 ]                                  | Cynops wolterstorffi                                                             |
| Dendrotriton cuchumatanus |                                                                 | Lungenlose Salamander (Plethodontidae)                            | südwestlich von San Juan Ixcoy (Sierra de los Cuchumatanes, Guatemala)                                                                                |                     | wurde vor 1990 zuletzt gesichtet; eine unbestätigte Sichtung gab es im Jahr 2019 | [ 8 ] [ 288 ]                                          |                                                                                  |
| Eurycea robusta | Blanco-Brunnenmolch                                             | Lungenlose Salamander (Plethodontidae)                            | San Marcos (Texas, USA) |                     | nur vier Exemplare bekannt, welche 1951 gesichtet wurden; zwei wurden von einem Reiher gefressen, zwei wurden konserviert, eines davon ist verloren gegangen | [ 289 ] [ 4 ] [ 290 ] [ 291 ]                          |                                                                                  |
| Hynobius turkestanicus |                                                                 | Winkelzahnmolche, Asiatische Landsalamander (Hynobiidae)          | „zwischen Pamir und Samarkand“ (Kirgisistan, Tadschikistan, Usbekistan)                                                                               |                     | ein paar Exemplare konnten 1909 gesammelt werden, danach nie mehr gesichtet; die gesammelten Exemplare sind verloren gegangen | [ 8 ] [ 292 ] [ 4 ]                                    |                                                                                  |
| Ixalotriton parvus, Syn.: Ixalotriton parva, Pseudoeurycea parva |                                                                 | Lungenlose Salamander (Plethodontidae)                            | im Osten von Oaxaca (Mexiko) |                     | ein einziges Exemplar wurde im Jahr 2007 gefunden, in den Jahren 2008 und 2009 drei weitere; danach nie wieder gesichtet | [ 8 ] [ 293 ]                                          |                                                                                  |
| Oedipina altura |                                                                 | Lungenlose Salamander (Plethodontidae)                            | im Norden der Cordillera de Talamanca (Costa Rica) |                     | nur drei Exemplare konnten bisher gesammelt werden, zuletzt im Jahr 1985; es wurde allerdings schon seit dem Jahr 2000 nicht mehr nach dieser Art gesucht | [ 294 ] [ 4 ]                                          |                                                                                  |
| Oedipina paucidentata |                                                                 | Lungenlose Salamander (Plethodontidae)                            | im Norden der Cordillera de Talamanca (Costa Rica) |                     | seit 1952 konnten keine Exemplare mehr gesammelt werden; es wurde allerdings schon seit dem Jahr 2000 nicht mehr nach dieser Art gesucht | [ 8 ] [ 295 ]                                          |                                                                                  |
| Oedipina petiola |                                                                 | Lungenlose Salamander (Plethodontidae)                            | Parque Nacional Pico Bonito Departamento Atlántida (Honduras)                                                                                         | (PE)                | wurde seit 1995 nicht mehr gesichtet, ist nur vom Holotyp bekannt | [ 8 ] [ 296 ]                                          |                                                                                  |
| Plethodon ainsworthi |                                                                 | Lungenlose Salamander (Plethodontidae)                            | Bay Springs (Jasper County, Mississippi, USA) |                     | nur zwei Exemplare sind bekannt, welche beide am 12. Juni 1964 gesammelt wurden; zwischenzeitlich als Synonym von Plethodon mississippi () betrachtet, was aber 2020 vorläufig rückgängig gemacht wurde | [ 298 ] [ 299 ] [ 300 ]                                |                                                                                  |
| Pseudoeurycea anitae |                                                                 | Lungenlose Salamander (Plethodontidae)                            | Umgebung von San Vicente Lachixío (Sierra Madre del Sur, Oaxaca, Mexiko)                                                                              | (PE)                | wurde am 9. August 1976 zuletzt gesichtet | [ 8 ] [ 301 ]                                          |                                                                                  |
| Pseudoeurycea aquatica |                                                                 | Lungenlose Salamander (Plethodontidae)                            | Totontepec (Oaxaca, Mexiko) | (PE)                | am 9. April 1978 konnten drei Exemplare gesammelt werden; seither nicht mehr gesichtet | [ 8 ] [ 302 ]                                          |                                                                                  |
| Pseudoeurycea brunnata |                                                                 | Lungenlose Salamander (Plethodontidae)                            | Region Soconusco (Chiapas, Mexiko), bis zum Vulkan Chicabal (Departamento Quetzaltenango, Guatemala)                                                  | (PE)                | wurde im Jahr 1980 zuletzt gesichtet | [ 8 ] [ 303 ] [ 4 ]                                    |                                                                                  |
| Pseudoeurycea exspectata |                                                                 | Lungenlose Salamander (Plethodontidae)                            | Cerro Miramundo südwestlich von Jalapa (Departamento Jalapa, Guatemala)                                                                               |                     | konnte seit 1976 nicht mehr gesichtet werden | [ 304 ]                                                |                                                                                  |
| Pseudoeurycea teotepec |                                                                 | Lungenlose Salamander (Plethodontidae)                            | Cerro Teotepec (Guerrero, Mexiko) | (PE)                | nur vom Holotyp bekannt, der am 10. August 1964 gesammelt wurde | [ 305 ]                                                |                                                                                  |
| Pseudoeurycea unguidentis |                                                                 | Lungenlose Salamander (Plethodontidae)                            | Cerro San Felipe, Cerro San Luis (Oaxaca, Mexiko) | (PE)                | seit 1976 nicht mehr gesichtet | [ 8 ] [ 306 ]                                          |                                                                                  |
| Thorius infernalis |                                                                 | Lungenlose Salamander (Plethodontidae)                            | Sierra Madre del Sur (Guerrero, Mexiko) |                     | zwei Exemplare wurden gesammelt; seit den 1980er-Jahren nicht mehr gesichtet | [ 8 ] [ 307 ]                                          |                                                                                  |
| Thorius longicaudus |                                                                 | Lungenlose Salamander (Plethodontidae)                            | Umgebung von Sola de Vega und San Vicente Lachixío (Sierra Madre del Sur, Oaxaca, Mexiko)                                                             | (PE)                | wurde seit dem Jahr 1998 nicht mehr gesichtet | [ 308 ]                                                |                                                                                  |
| Thorius magnipes |                                                                 | Lungenlose Salamander (Plethodontidae)                            | Veracruz (Mexiko) |                     | im Jahr 2003 konnten sechs Exemplare gesammelt werden, nachdem die Art 20 Jahre nicht mehr gesichtet wurde; seit damals keine Sichtung mehr | [ 8 ] [ 309 ]                                          |                                                                                  |
| Ordnung Schleichenlurche, Blindwühlen (Gymnophiona) |                                                                 |                                                                   | |                     | |                                                        |                                                                                  |
| Epicrionops lativittatus |                                                                 | Nasenwühlen (Rhinatrematidae)                                     | im Osten von Peru |                     | nur der Holotyp ist bekannt, welcher vor 1968 gefunden wurde | [ 7 ] [ 310 ]                                          |                                                                                  |
| Herpele multiplicata |                                                                 | Herpelidae                                                        | nordöstlich vom Mount Cameroon, im Südwesten von Kamerun                                                                                              |                     | nur von einem einzigen Exemplar, dem Holotyp, bekannt, welches 1912 oder früher gefunden wurde und mittlerweile verloren gegangen ist | [ 7 ] [ 311 ]                                          |                                                                                  |
| Ichthyophis singaporensis |                                                                 | Fischwühlen (Ichthyophiidae)                                      | (Singapur) |                     | ein einziges Exemplar wurde bisher gefunden (im Jahr 1847) | [ 312 ] [ 4 ]                                          |                                                                                  |
| Siphonops leucoderus |                                                                 | Siphonopidae                                                      | Bahia (Brasilien) |                     | nur zwei Exemplare sind bekannt, welche vor 1968 gesammelt wurden | [ 7 ] [ 313 ]                                          |                                                                                  |
| Uraeotyphlus interruptus |                                                                 | Fischwühlen (Ichthyophiidae)                                      | Kerala (Indien) |                     | nur einmal konnten im Jahr 1992 zwei Exemplare gesammelt werden; es kann allerdings sein, dass die Art noch immer existiert und sogar häufiger vorkommt | [ 7 ] [ 314 ] [ 4 ] [ 9 ]                              | Uraeotyphlus interruptus                                                         |
| Uraeotyphlus malabaricus, Syn.: Cecilia malabarica |                                                                 | Fischwühlen (Ichthyophiidae)                                      | Tamil Nadu (Indien) |                     | nur einmal im Jahr 1870 gesichtet worden | [ 7 ] [ 315 ] [ 4 ] [ 9 ]                              |                                                                                  |
| Uraeotyphlus oommeni |                                                                 | Fischwühlen (Ichthyophiidae)                                      | Thiruvananthapuram (Kerala, Indien) |                     | nur vom Holotyp bekannt, der 1987 gesammelt wurde | [ 7 ] [ 316 ] [ 4 ] [ 9 ]                              |                                                                                  |